# Horvát nyelv

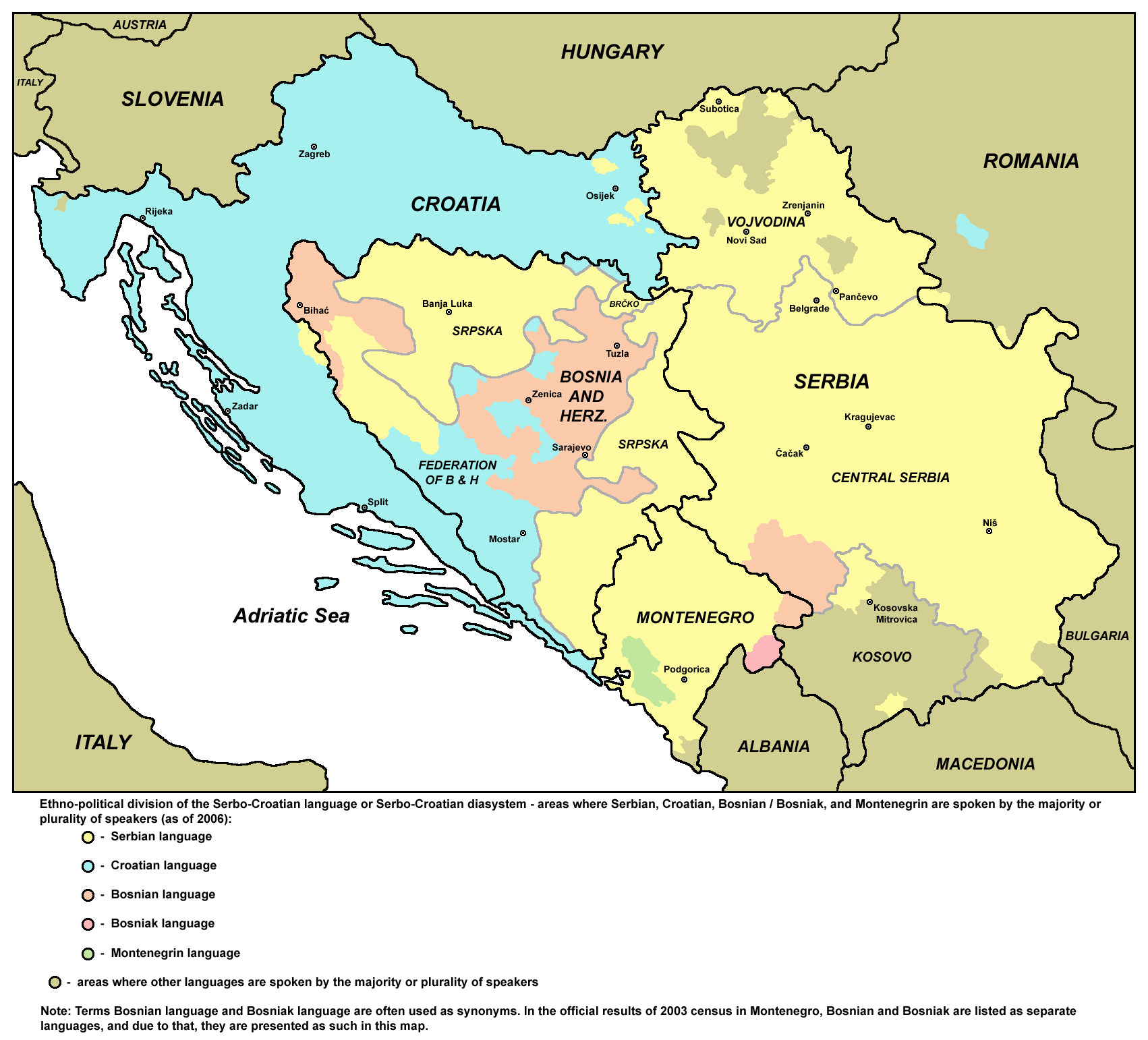
A horvát nyelv (kékkel jelölve) elterjedése Horvátországban és a környező országokban (2006-os adatok szerint)

A horvát nyelv (horvátul: hrvatski jezik) az indoeurópai nyelvcsalád szláv ágának délszláv nyelvcsoportjához tartozik, annak is a nyugati alcsoportjához. A szociolingvisztika szempontjából egyrészt a hagyományosan szerbhorvát nyelvnek nevezett, a szerbek, a horvátok, a bosnyákok és a montenegróiak közös abstandnyelvének egyik változata, másrészt különálló, saját sztenderddel rendelkező ausbaunyelv. A horvát hivatalos nyelv Horvátországban, Bosznia-Hercegovinában, a szerbiai Vajdaságban és Montenegróban. Horvát nemzeti kisebbségek beszélik Ausztriában (Burgenlandban), a Vajdaságban, Magyarországon és Romániában. Nagyszámú horvát ajkú kivándorolt él Nyugat-Európában, Észak-Amerikában és Ausztráliában is. A burgenlandi horvát nyelvnek (gradišćei nyelv) is kisebbségi nyelvi státusza van, oktatják az ausztriai és nyugat-magyarországi horvát nemzetiségi iskolákban, és a horvát állam is szavatolja ennek nyelvi státuszát.

## A beszélők területi eloszlása és a nyelv státusza
A világban élő horvátok számát körülbelül hatmillióra becsülik. Ha a Horvátországban és a többi volt jugoszláv köztársaságban élőkről lehet állítani, hogy beszélnek horvátul, nem lehet megmondani, a környező vagy a távolabbi országokban élők közül hányan ismerik a nyelvet, hacsak a rendelkezésre álló statisztikák nem pontosítják ezt. A horvát népesség eloszlása a világban a következő:
| Ország                                           | Személyek száma                                          | Személyek státusza                            | Év   |
| ------------------------------------------------ | -------------------------------------------------------- | --------------------------------------------- | ---- |
| Horvátország                                     | 4 096 305                                                | horvát anyanyelvűek                           | 2011 |
| Horvátország                                     | 3059                                                     | horvátszerb anyanyelvűek                      | 2011 |
| Bosznia-Hercegovina                              | a 3 861 912 személyes összlakosságnak a 15,4%-a          | horvát nemzetiségűek                          | 2013 |
| Bosznia-Hercegovina                              | a lakosság 14,6%-a                                       | horvát anyanyelvűek                           | 2013 |
| Chile                                            | 380 000 (becslés)                                        | horvát származásúak                           |      |
| Amerikai Egyesült Államok                        | 53 040                                                   | horvátul beszélők                             | 2013 |
| Argentína                                        | 250 000, belőlük 8 000 horvátországi születésű (becslés) | horvát származásúak                           |      |
| Németország                                      | 219 541                                                  | horvát állampolgárok                          | 2011 |
| Ausztria                                         | 131 000                                                  | a horvát nyelvi kisebbséghez tartozók         | 2003 |
| Ausztria                                         | 44 489                                                   | Horvátországban születettek                   | 2017 |
| Svájc                                            | 80 000 (becslés)                                         | horvát származásúak                           | 2022 |
| Kanada                                           | 52 330                                                   | horvátul beszélők                             | 2011 |
| Szerbia                                          | 19 223                                                   | horvát anyanyelvűek                           | 2011 |
| Ausztrália                                       | 61 548                                                   | otthon horvátul beszélők                      | 2011 |
| Brazília                                         | 50 000, belőlük 15 000 horvátországi születésű (becslés) | horvát származásúak                           |      |
| Szlovénia                                        | 35 642                                                   | horvát nemzetiségűek                          | 2002 |
| Olaszország                                      | 8979                                                     | horvát állampolgárok                          | 2015 |
| Magyarország                                     | 16 053                                                   | családi, baráti közösségben horvátul beszélők | 2011 |
| Peru                                             | 6800, belőlük 800 horvátországi születésű (becslés)      | horvát származásúak                           |      |
| Románia (a Bánságban, Krassóvárban és környékén) | 5167                                                     | horvát anyanyelvűek                           | 2011 |
| Montenegró                                       | 6021                                                     | horvát nemzetiségűek                          | 2011 |
| Svédország                                       | 6221                                                     | horvát állampolgárok                          | 2016 |
| Uruguay                                          | 5000 (becslés)                                           | horvát származásúak                           |      |
| Észak-Macedónia                                  | 2248                                                     | horvát nemzetiségűek                          | 1994 |

A horvát hivatalos nyelv Horvátországban, Bosznia-Hercegovinában, Montenegróban és a szerbiai Vajdaságban. A horvát hivatalos nyelve az Európai Uniónak is.
Továbbá a horvát nyelvnek hivatalosan kisebbségi nyelvi státusza van Ausztriában (Burgenlandban) és Olaszországban (Molise tartományban). Romániában használható a helyi hatóságokkal való érintkezésben azokban a helységekben, ahol a horvát nemzetiségűek száma eléri a 20%-os arányt. Ez érvényes a Krassó-Szörény-megyei Krassóvár és Kiskrassó helységekre.

## Nyelvjárások

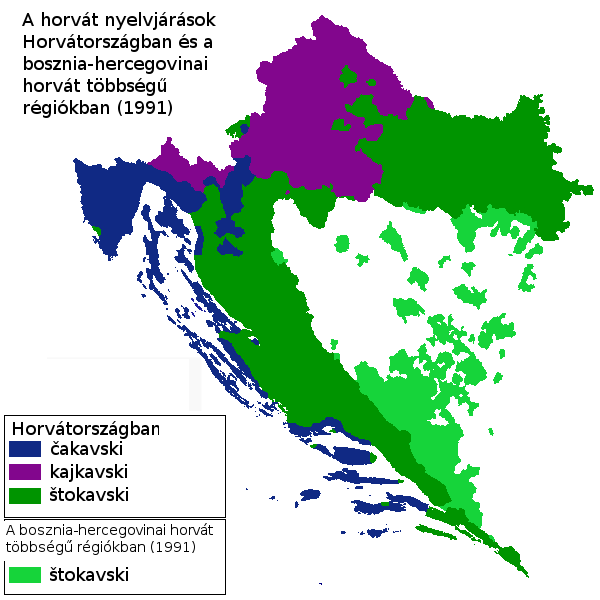

A közép-délszláv diarendszer, az élettelen dologra vonatkozó kérdőszó alany- és tárgyesete („mi?” „mit?”) alapján megállapított három nyelvjárása, a horvát nyelvre is vonatkozik.
- A sto nyelvjárás[26] (štokavsko narječje – a kérdőszó što) a legelterjedtebb változat. Horvátország nagy részén ezt beszélik. Ide tartozik egész Szlavónia és Dalmácia egész tengerparti területe, kivéve Split, Zára, Zengg és a Pelješac-félsziget északi részét. Ez a Bosznia-Hercegovinában élő horvátok kizárólagos nyelvjárása, és a magyarországi horvátok nagy részének a nyelvjárása is.
- A kaj nyelvjárást (kajkavsko narječje – a kérdőszó kaj) Horvátország északnyugati részén beszélik: Zágrábban és környékén (Kaproncát és Varasdot is beleértve), a horvát Zagorjéban, Muraközben, Sziszek (Sisak) környékén, a Kulpa folyó vidékén, Gorski kotarban és Észak-Isztria egyes részein. A régi Horvátországban a kaj nyelvjárást használták irodalmi és közigazgatási nyelvként. Zrínyi Miklós és testvére Zrínyi Péter részben ezen a nyelven írtak.
- A csa nyelvjárás (čakavsko narječje – a kérdőszó ča) csaknem az egész horvát szigetvilág nyelvjárása, Mljet és a környező pár sziget kivételével. A dalmát tengerparti részen is előfordul, mégpedig Splitben, Zárában, Zenggben és a Pelješac-félsziget déli részén. Az Isztriai-félszigeten is ez a legelterjedtebb nyelvjárás. Ezenkívül a Likában, Gorski kotarban és Žumberakban használják. A horvát nyelv legrégebbi írott emlékei ebben a nyelvjárásban íródtak. A Burgenlandba (horvátul Gradišće) betelepült horvátok is a csa nyelvjárást beszélték. Napjainkra sajátos nyelvváltozatuk, az ún. gradišćei nyelv alakult ki, melyet Ausztriában és Magyarországon is oktatnak.

A közép-délszláv diarendszerre vonatkozik még egy, a fenti nyelvjárások feletti felosztás aszerint, hogyan fejlődött tovább az ősszláv, a szlavisztikában hagyományosan ĕ-nek, az óegyházi szláv cirill ábécében pedig ѣ-nek átírt és „jat”-nak nevezett magánhangzó. Ez vonatkozik a horvát nyelvre is, és három „kiejtés”-nek (izgovori) nevezett területi változatot határoz meg: az ije-ző [(i)jekavski], e-ző (ekavski) és i-ző (ikavski) nyelvjáráscsoportokat.
- A legelterjedtebb az ije-ző nyelvjárás-csoport. Ebben a jat egyes szavakban je lett (pl. čovjek ’ember’), másokban ije (pl. (rijeka ’folyó’). Szlavónia egyes részein, Gorski kotarban (Zágráb és Fiume között, Delnice és környéke), a Žumberak-hegységben (Zágrábtól délnyugatra, a szlovén határ mellett), Likában, a boszniai határőrvidéken (Bosanska krajina) és Nyugat-Bosznia nagy részén, valamint Dalmáciának, Bosznia-Hercegovinának a Boszna és Neretva folyó vonalától keletre eső részén (beleértve Dubrovnikot és Szarajevót is) beszélik. Az adriai szigetek közül Mljet és Lastovo ije-ző.
- Az e-ző nyelvjárás-csoportban a jat e-vé fejlődött (čovek, reka). Ez Zágrábban és környékén, Sziszek környékén, Károlyvárosban (Karlovac), a Drávamellék nyugati részén (Varasddal és Kaproncával), a horvát Zagorjéban, Muraközben, Szlavóniának a magyar határ mellett húzódó hosszú sávjában, Eszék és Vinkovce (Vinkovci) környékén, Isztria keleti és egyes északi részein, Rijekában, Gorski kotar egy részén és Horvátország legnagyobb szigetén, Cres-en honos. Magyarországon a baranyai horvátok egy része használja.
- Az i-ző nyelvjárás-csoportban a jat-ból i lett (čovik, rika). Nyugat-Bosznia egyes részein, Közép-Boszniában (Travnik környéke), Nyugat-Hercegovinában (a Neretvától nyugatra), Dalmáciának a Neretva-torkolattól északnyugatra eső teljes területén használják.

A horvát sztenderd nyelvváltozat a sto nyelvjárásra és az ije-ző kiejtésre alapszik. A másik két nyelvjárásnak, illetve a gradišćei nyelvnek is van írott nyelvi normája. E négy variánst Horvátországban is és külföldön is külön horvát nyelvi normákként kezelik. Vannak más változatok is: még a török időkben a burgenlandi horvátokhoz hasonlóan Morvaországba is telepedtek le horvátok. A morvaországi horvátok ma már csak 150-en vannak, nyelvjárásuk szintén csa, amelybe sok nyugati szláv elem épült be a cseh és morvaországi cseh nyelvjárásokból. A morva-mezői, vagy alsó-ausztriai horvátok is csa területről származtak, őket azonban a német lakosság erőszakkal kényszerítette még a 16. században nyelvük és kultúrájuk elhagyására. A morva-mezői horvát közel állt a gradišćeihez, s bár nem maradt sok feljegyzés róla, mindenesetre kétségtelen, hogy nagyon erős volt a német hatás benne, sokkal nagyobb mint a gradišćeiben. A pozsonyi horvátok is a gradišćei nyelvet beszélik, és ennek irodalmi normáját használják (mivel Nyugat-Magyarország északi része Csehszlovákiához került a második világháború után), az ő nyelvjárásukban viszont több a szlovák elem. A romániai horvátok közül a krassovánok egy rendkívül archaikus nyelvjárást beszélnek, amely sto eredetű, de a mostani sto-horváttól jobban differenciált, s mivel a területen a torlaki dialektust beszélő délszláv népcsoport is él (amelyről vita folyik, hogy szerb-e, vagy bolgár) a krassovánba torlaki elemek is bekerültek. A krassován nyelvet a 2011-es népszámláláskor a krassóvári horvátok egy része anyanyelvének vallotta.
Mivel alapja a sto nyelvjárás, a mostani horvát irodalmi nyelv még mindig csaknem azonos a szerb, a bosnyák és a montenegrói sztenderddel, szemben a másik két horvát nyelvváltozattal, amelyek nagy mértékben eltérnek a sztenderdtől.

## Történet
Ezen szakasz a horvát nyelv külső történetét mutatja be röviden.

### Korai időszak

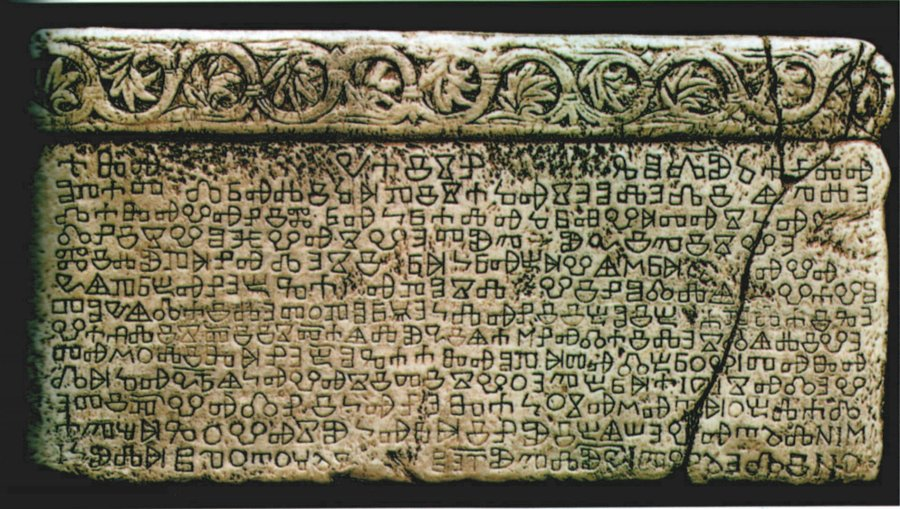
A baškai kőlap

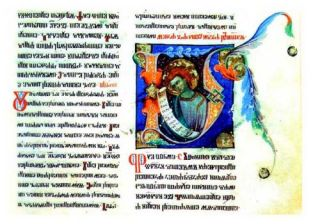
Novak herceg imakönyve

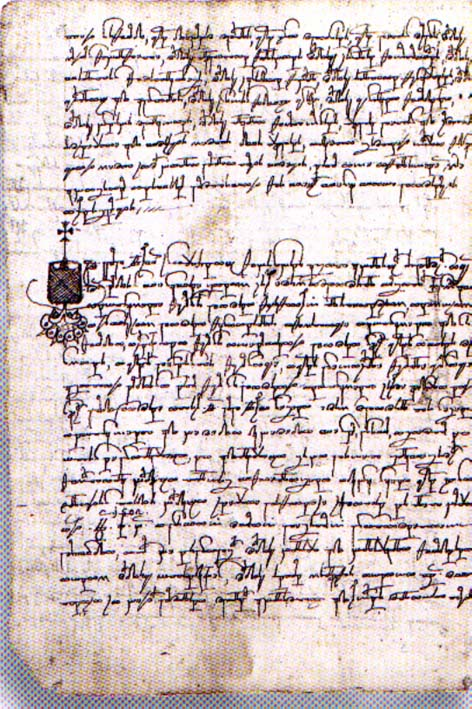
Tekintés Isztriára

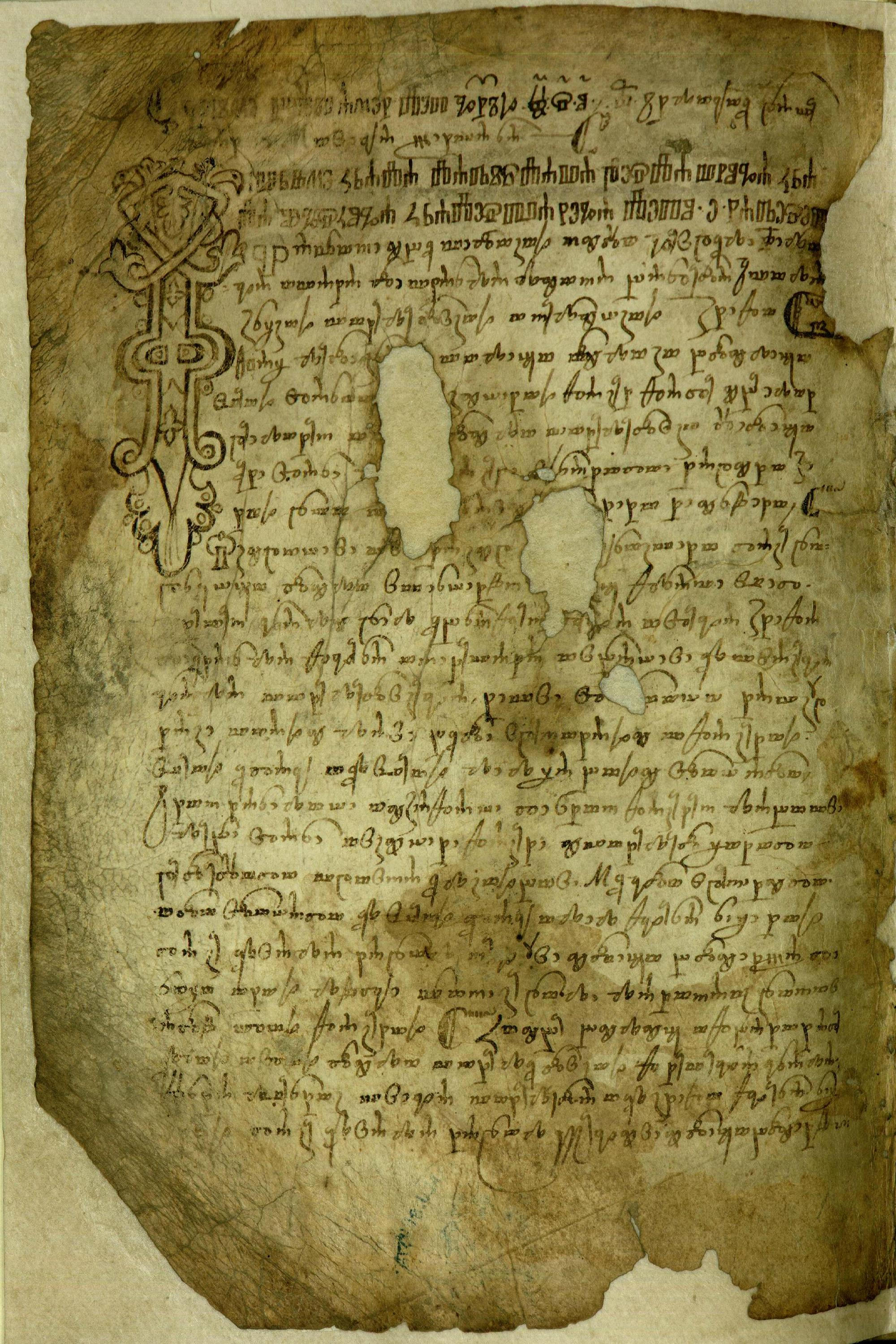
Vinodoli kódex

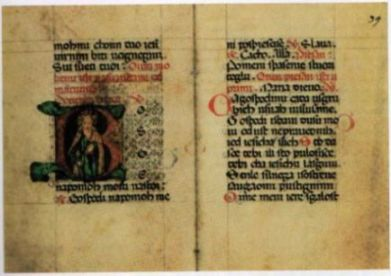
Vatikáni horvát imakönyv

Az első szláv törzsek körülbelül az avarokkal egy időben, a 6. század végén jelenhettek meg a Kárpát-medencétől délre. Egyrészt maguk az avarok telepíthették le őket, mint a nekik alávetett népekből szervezett gyepű részeit. Másrészt pedig (főleg a 630-as évek után) a Bizánci Birodalom is telepítette őket maga és az avar állam közé, szintén védelmi megfontolásokból: belátva, hogy nem bírnak a szláv törzsek offenzívájával – így régi római mintára „bizánci végeket”, a bizánci hatalmat formálisan elismerő „szklaviniákat” szerveztek a Balkán-félsziget jórészéből.
A horvátok első szövegei a 9. században íródtak glagolita ábécével, de nem maradtak fenn. A legrégebbről fennmaradottak a 11. századból származnak. Ezek többségét kőbe vésték, mint például a Baška községben (Krk-szigeten) megtalált kőlap. Ez az első olyan óegyházi szláv nyelvű szöveg (glagolita írással), amelyben a nép nyelvének elemei is fellelhetők. Ugyanakkor ez a horvát nép első írásos megemlítése is.
A 12. században elkezdték használni a cirill ábécét is. A latin ábécét csak a 14. század óta használják, eleinte egy ideig párhuzamosan az előző kettővel. A glagolita írást egész Horvátországban a 15. század végéig használták még, sőt egyes tengerparti régiókban a 19. század elejéig.
A 13. század közepén IV. Ince pápa engedélyezte a horvát nyelv használatát a liturgiában, így a horvát római katolikus egyház volt Európában az egyetlen, amelyet az Apostoli Szentszék felmentett a latin nyelv és a latin ábécé kötelező használata alól. A 15. század második feléig az irodalmat a horvát egyházi szláv nyelven írták. Ennek aranykora a 14. és a 15. század volt. Ekkor íródott:
- Novak herceg imakönyve (1368), a Lika (hegység) környékén, Horvátország északnyugati részén;
- a Reimsi evangéliumos könyv (1395), amely elnevezését az ebbe a francia városba kerülése miatt kapta;
- Hrvoje herceg imakönyve (1404), amely a dalmáciai Splitből származik;
- az első nyomtatott imakönyv (1483).

A 12. és a 15. század között a volt Jugoszlávia területén beszélt szláv nyelv sok tájszólásra oszlott fel, amelyek a ma is létező csa, sto és kaj nyelvjárásokba csoportosulnak.
Az első nyelvjárás, amelyben horvátul írtak, a csa volt. Ebben szerkesztették meg az első horvát, egyházi szláv elemeket is tartalmazó világi szövegeket, a 13. században: Tekintés Isztriára (1275) és a Vinodoli kódex (1288). A Faust Vrančić által megszerkesztett első horvát szótár (1595) is erre a dialektusra alapszik.
A sto nyelvjárás első írásos emlékei is tartalmaznak egyházi szláv elemeket. Az első teljesen ebben a nyelvjárásban szerkesztett írás a Vatikáni horvát imakönyv, amelyet a csa nyelvjárásból írtak át 1380 és 1400 között, Dubrovnikban. Az ebben a nyelvjárásban alkotott horvát irodalom bölcsője a dalmáciai Dubrovnik régiója és Szlavónia.
Utolsóként a kaj nyelvjárás vonult be a horvát irodalomba, 1578-ban, Antun Vramec Postilla című munkájával. Ekkor úgy látszott, hogy ennek a nyelvjárásnak van jövője, mivel azokon a vidékeken beszélték, ahova nem jutott el az Oszmán Birodalom hatalma. A 16. századtól a 19.-ig sok író használta, melyek között a legismertebbek Blaž Đurđević, Nikola Krajačević , Andrija Jambrešić, Štefan Fuček, Ignac Kristijanović, Tomaš Mikloušić, és Tituš Brezovački. Mindannyian jelentős műveket írtak, a kaj irodalmi nyelv az élet minden területén képviseltette magát. Maksimilijan Vrhovac  püspök és államférfi megpróbálta az általános állami nyelv szintjére emelni egész Horvátországban, mégpedig úgy, hogy az általa elképzelt irodalmi nyelv jelentős számú sto nyelvi elemet is befogadott volna.

### A modern horvát nyelv és sztenderdizálása
A modern, azaz a 21. századitól kevéssé különböző horvát nyelv, a 14. és a 15. században kezdett egyre fontosabb helyet elfoglalni. Az első jelentős dokumentuma a Vatikáni horvát imakönyv.
Az első sztenderdizálási kísérletek a 17. századra vezethetők vissza, amit a barokk szlavizmus korszakának neveznek. A kor irodalma jól tükrözi ezeket a kísérleteket. A modern horvát irodalmi nyelv megalkotásához hozzájárult:
- Bartol Kašić (wd) (1575–1650) tevékenysége. Ez a jezsuita nyelvész alkotta meg az első horvát nyelvtankönyvet (Institutionum linguae illyricae libri duo, Róma, 1604), főleg a sto nyelvjárás alapján, de sok csa elemmel is. Ugyancsak Kašić fordította le a Bibliát a sto nyelvjárás ije-ző változatára. Ami ennél is inkább befolyásolta az irodalmi horvát nyelv kifejlődését, az a 400 oldalnyi tartalmat túlhaladó, 1640-ben megjelent Római szertartás, az első élő nyelvre lefordított katolikus liturgiás könyv.
- Egy másik jezsuita-rendi nyelvész, az olasz Giacomo Micaglia (horvátul Jakov Mikalja (wd)) (1601–1654) munkái. Ő alkotta meg az első olyan szótárt, amely túlnyomóan az ije-ző sto nyelvjárásra alapszik (a Thesaurus lingvae illyricae című horvát–olasz–latin szótár, Loreto, 1649; Ancona, 1651).
- A ferences-rendi, boszniai Matija Divković (wd) (1563–1631) írásai. Ő az ellenreformáció szellemét képviselő, a Bibliából ihletett elbeszéléseket, prédikákat és vitatkozó írásokat jelentetett meg.
- A dubrovniki Ivan Gundulić (1589–1638) rafinált költészete.

### Az illír mozgalom
A horvát nyelv sztenderdizálása szorosan kapcsolódik a horvátok nemzeti öntudatának feléledéséhez, ami a nemzetek kialakulásának általános európai irányzatának felel meg a 19. században. Ezt Horvátországban az illír mozgalom képviseli, ami horvát nemzeti megújulás néven is ismeretes. Résztvevői főleg fiatal polgári származású értelmiségiek voltak.
A mozgalom vezetője Ljudevit Gaj volt, aki nyelvészként, politikusként, újságíróként és íróként is tevékenykedett. A Kratka osnova horvatsko-slavenskog pravopisanja (Röviden a horvát-szláv helyesírás alapjairól) (Buda, 1830) című munkájában javasolta a horvát nyelv a 21. században is használt latin abécéjét, amelyet a cseh és a lengyel nyelv ábécéiből átvett diakritikus jelekkel egészítette ki, valamint a fonetikus elven alapuló helyesírást. A későbbiek során ezeket alkalmazták az egész horvátok lakta területen, a különböző régiókban használt olasz, német és magyar írásjelek helyett.
Ugyancsak ebben az időszakban honosodott meg a horvát irodalmi nyelv sztenderdje az ije-ző sto nyelvjárás alapján. Ezzel a többi nyelvjárásban alkotott irodalomnak vége szakadt.
Az illír mozgalom ideológiája nem korlátozódott Horvátországra. Ideálja az összes délszláv egy utópikus illír nemzetbe való tömörítése volt, a szlovénektől a bolgárokig, akik mind idegen uralom alatt éltek. Törekvései egyeztek egyes szerb értelmiségiekéivel, ami nyelvészeti téren a szerbhorvát nyelv eszméjéhez vezetett. Vuk Stefanović Karadžić a szerb nyelvre vonatkozó reformja, amely ennek sztenderdjét ugyancsak a sto nyelvjárásra alapozta, egybeesik Ljudevit Gaj reformjával. Ez megnyilvánul, például, az úgynevezett „Bécsi megegyezés”-ben, amelyet hét horvát és szerb értelmiségi (köztük Vuk Karadžić is) írt alá 1850-ben, Franc Miklošič szlovén nyelvész kezdeményezésére. Ebben megállapodtak néhány, a horvát és a szerb nyelvre vonatkozó közös normában.
Ettől az időszaktól fogva, a nyelvészet tere és a politikáé egybefonódnak a 21. században is. Időszakról időszakra, a horvát és a szerb nyelv közötti viszony a kettő egysége és különálló jellege között ingadozik, a beszélőik által átélt történelmi eseményektől függően.
A 19. század második felében a függetlenségi mozgalmak megélénkülnek. Sok horvát a függetlenség kivívását csak a többi délszláv néppel, elsősorban a szerbekkel együtt látja megvalósíthatónak. Josip Juraj Strossmayer diakovári horvát püspök az első, aki a „jugoszláv” szót használva, kidolgoz 1866-ban egy olyan programot, amely a Habsburg Birodalom határain belül élő délszlávok egyesítésére vonatkozik. Ugyancsak ő hozza létre Zágrábban a Tudományok és művészetek jugoszláv akadémiáját. A nyelv terén két főbb irányzat körvonalazódik:
- Az úgynevezett „zágrábi iskola” azon igyekszik, hogy a horvát nyelvet más szláv nyelvekből (szlovén, orosz, cseh) merítve fejlessze tovább. Ugyanakkor befogadnak a sztenderd nyelvváltozatba a csa és a kaj nyelvjárásból származó elemeket is.
- A „horvát vukovisták”-nak nevezett iskola Vuk Karadžić eszméit követi. Befolyásuk nagy a 19. század végén és a 20. elején. Nekik sikerül végleg bevezettetniük a a fonéma-graféma elvén alapuló helyesírást és a sto alapú nyelvi sztenderdet.

### Jugoszlávia és a Független Horvát Állam időszaka
A horvát és a szerb nyelv közötti közeledés folytatódik az első világháború után, ezúttal a Szerb–Horvát–Szlovén Királyság keretén belül, amelyből később Jugoszlávia lesz. Ez az állam a háborúban győztes Szerbia égisze alatt keletkezett, és a belgrádi hatóságok megpróbálják uralkodóvá tenni a szerbhorvát nyelv eszméjét, sőt arra törekednek, hogy az egész állam nyelve az e-ző kiejtésű szerb nyelv legyen. Ez viszont nem felel meg a függetlenségre törekedő horvátoknak.
A második világháború alatt megalkotják az úgynevezett „Független Horvát Államot”, a Harmadik Birodalom hűséges kiszolgálóját, amely könyörtelen üldöztetésnek teszi ki a szerb kisebbséget. Nyelvi téren hatóságai a szerb nyelvtől való minél nagyobb eltávolodás szélsőségébe esnek, úgymond „megtisztítva” a horvát nyelvet a szerb elemektől.
A háború utáni kommunista Jugoszláviában a horvát és a szerb nyelv egymáshoz közelítése a párt- és állampolitika részévé válik. Ezt a horvát kommunisták is elfogadják, ami világosan kitűnik az 1954-ben elfogadott „Újvidéki megegyezés”-ből. Ezt 25 nyelvész és író írja alá, 18 szerb és hét horvát. Abban egyeznek meg, hogy a szerbek, horvátok, montenegróiak és bosnyákok közös nyelve a szerbhorvát, amit horvátszerbnek is lehet nevezni, és amelynek két irodalmi változata van, a szerb és a horvát. Ugyanakkor elhatározzák egy közös szótár kiadását is.
A rendszer 1960-as évekbeli viszonylagos liberalizációját kihasználva, a horvát értelmiségiek elégedetlenségüket fejezik ki a szerb nyelvváltozat elhatalmasodása iránt az állam intézményeiben. 1967-ben hét horvát nyelvész és író megszerkeszti a „Nyilatkozat a horvát irodalmi nyelv helyzetéről és elnevezéséről” című dokumentumot, amelyet minden horvát intézmény aláír, és amelyben nem három, hanem négy jugoszláviai nyelv egyenrangúságát követelik: a szlovén, a horvát, a szerb és a macedón nyelvét. Ugyanakkor kérik, hogy a szerb nyelv ne legyen többé uralkodó állami szinten és az államszövetség intézményeiben. A horvát nyelvészek a horvát irodalmi nyelvet önálló entitásnak nyilvánítják ki, és számos új szót alkotnak, azzal a céllal, hogy a horvát nyelv minél inkább különbözzön a szerbtől.
Horvátország függetlenségének kikiáltása nyomán (1991) felgyorsul a horvát nyelv elválasztása a szerbtől azzal, hogy próbálják „megtisztítani” a szerb elemektől és a nemzetközi szavaktól, megnehezítik a jövevényszavak behatolását a nyelvbe, újraélesztenek már nem használt régi horvát szavakat, szláv alapú neologizmusokat alkotnak, és megpróbálnak elemeket átvenni a kaj és a csa nyelvjárásokból is.

## Hangtan és prozódia
Ezen szakasz a horvát nyelv fontosabb fonológiai, fonetikai és prozódiai jelenségeivel foglalkozik.

### Kiejtés és írás
A horvát nyelv 32 fonémával rendelkezik, és írása nagy mértékben a fonéma-graféma megfelelés elvét követi, azaz fonematikus. A betűk és a fonémák közötti megfelelések a következők:
| Betű   | IPA-jel         | Megközelítő magyar kiejtési példa                   |
| ------ | --------------- | --------------------------------------------------- |
| A, a   | /a/             | röviden ejtett ’á’; ámbár                           |
| B, b   | /b/             | bor                                                 |
| C, c   | /t͡s/            | cég                                                 |
| Č, č   | /t͡ʃ/            | csap                                                |
| Ć, ć   | /t͡ɕ/            | ty és cs közötti hang (mikor "ts"-t ejtünk egyben)  |
| D, d   | /d/             | dóm                                                 |
| Đ, đ   | /d͡ʑ/            | gy és dzs közötti hang (mikor "ds"-t ejtünk egyben) |
| Dž, dž | /d͡ʒ/            | menedzser                                           |
| E, e   | /e/             | rövid zárt e                                        |
| F, f   | /f/             | föld                                                |
| G, g   | /g/             | gáz                                                 |
| H, h   | /x/             | technika                                            |
| I, i   | /i/             | ing                                                 |
| ije    | /i͜e/            | –                                                   |
| J, j   | /j/             | jel                                                 |
| K, k   | /k/             | kör                                                 |
| L, l   | /l/             | liba                                                |
| Lj, lj | /ʎ/             | lágy l                                              |
| M, m   | /m/             | mák                                                 |
| N, n   | /n/             | nő                                                  |
| Nj, nj | /ɲ/             | nyer                                                |
| O, o   | /o/             | ország                                              |
| P, p   | /p/             | piros                                               |
| R, r   | /r/             | rózsa                                               |
| R, r   | magánhangzó /r̥/ | –                                                   |
| S, s   | /s/             | szék                                                |
| Š, š   | /ʃ/             | sajt                                                |
| T, t   | /t/             | talp                                                |
| U, u   | /u/;            | ugrik                                               |
| V, v   | /ʋ/             | (lazán ejtett v) vár                                |
| Z, z   | /z/             | zaj                                                 |
| Ž, ž   | /ʒ/             | zsivaj                                              |

Megjegyzések:
1. A magyar nyelvtől eltérően, az r szótagalkotó is lehet, két mássalhangzó között vagy szó elején, mássalhangzó előtt. Ilyenkor kiejtése erősebben pergetett magyar [r]: vrt ’kert’, rzati ’nyerít’.
2. Bár a horvát helyesírás elvben fonematikus, mégis van néhány kivétel ettől:

- Minden magánhangzó lehet rövid vagy hosszú, de ezt a szokásos írásban nem jelzik: zlato [zlaːto] ’arany’, ruka [ruːka] ’kéz’.
- A mássalhangzó-hasonulásokat (lásd lentebb) nem tükrözi az írás szó végén: šef ga pita [ʃeːv] ga pita ’a főnök megkérdezi tőle’, zec [zeːd͡z] ga gleda ’a nyúl nézi (őt)’.
- Palatális vagy alveolopalatális, zöngés réshang előtt a š és a ž alveolopalatális lesz: grožđe ['groʑd͡ʑe] ’szőlő’. Ez sincs visszaadva írásban.
- A latin ábécét használó idegen nyelvekből származó tulajdonneveket úgy írják, mint az eredeti nyelvben, de a horvát nyelv hangzóival ejtik: Köln [keln], München [minhen].

### Írásban is megjelenő hangváltakozások

#### A~ ∅ váltakozás
Egyes főnevek és melléknevek egyes alakjaiban jelen van egy a, a szó végi mássalhangzó-torlódást feloldandó, de más alakjaiban eltűnik. Például az ’öregember’ jelentésű szó töve starc-, alanyesete egyes számban starac, de névszóragozás közben az a kiesik: starca ’az öregembert’. Két mássalhangzóra végződő nőnemű tövek esetében, többes szám birtokos esetben beékelődik a két mássalhangzó közé: szótő sestr-, egyes szám alanyeset sestra, többes szám birtokos eset sestara.

#### L ~ ováltakozás
Az -ao-, -eo- vagy -io-ra végződő hímnemű szavak [pl. čitao sam ’olvastam’ (hímnemű alany), anđeo ’angyal’, cio ’egész’ (hímnem)] valamikor a nyelv történetében kemény -l-re végződtek, amely -o-vá fejlődött, de csak szó végén. Ez az -l ragozás közben visszaalakul, ha a szó belsejébe kerül, azaz toldalék követi: čitala sam ’olvastam’ (nőnemű alany), anđela ’az angyalt’, cijela ’egész’ (nőnem).

#### A mássalhangzók hasonulása
Ha egy toldalék szóhoz való hozzátevésekor egy zöngés és egy zöngétlen mássalhangzó találkozik, az első a másodikhoz hasonul. Ilyképpen,
| a zöngés  | b, | g, | d, | đ, | z, | ž, | dž | magánhangzókból    |  |
| zöngétlen | p, | k, | t, | ć, | s, | š, | č  | lesz, és fordítva. |  |

Például a vrabac ’veréb’ főnévben ragozás közben a /b/ a zöngétlen /p/ párjával váltakozik. Ez utóbbi akkor jelenik meg, amikor az /a/ kiesik a /b/ és a /t͡s/ közül, mivel a utóbbi zöngétlen és a /b/ hozzá hasonul: vrapca ’a verebet’.

#### Palatalizáció
Toldalékoláskor sokszor előfordul, hogy a toldalék előtti mássalhangzó palatalizálódik, olyan értelemben, hogy képzési helye a szájpadlás legmagasabb része felé tolódik. Gyakoribb esetek:
- E előtt a k, a g és a h posztalveoláris hangokká válnak:
  - k > č – junak ’hős’ > junače! (megszólító eset);
  - g > ž – drug ’társ’ > druže!;
  - h > š – duh ’lélek’ > duše!.
- I előtt ugyanazok a mássalhangzók alveoláris hangok lesznek:
  - k > c – vojnik ’katona’ > vojnici ’katonák’;
  - g > z – bubreg ’vese’ > bubrezi;
  - h > s – trbuh ’has’ > trbusi.
- Még az ősszláv nyelv korában létrejött /j/ előtt egy lágyításnak is nevezett palatalizáció. Ennek következtében a horvát nyelvben:
  - a d és a t alveolopalatálisokká válnak: d > đ, t > ć, például a melléknevek középfokú alakjában: mlad ’fiatal’ > mlađi ’fiatalabb’, žut ’sárga’ > žući;
  - az l és az n palatálisok lesznek: l > lj, n > nj: posoliti ’megsóz’ > posoljen ’sózott’, jesen ’ősz’ > jesenji ’őszi’;
  - a z és az s posztalveolárisokba mennek át: z > ž, s > š: Pariz ’Párizs’ > Parižanin ’párizsi, disati ’lélegzik’ > dišem ’lélegzek’.

### Hangsúly
A horvát nyelvben a hangsúly nemcsak erősségi (mint a magyarban), hanem zenei is (vö. tónus), azaz a hangsúlyos magánhangzót a hanglejtés egy tónussal feljebb vagy lejjebb viszi a szó többi magánhangzójához képest.
A hanglejtés ereszkedő vagy emelkedő volta és a magánhangzó rövidsége vagy hosszúsága négyféleképpen társulhatnak, négyféle hangsúlyt határozva meg. Ezeket írásban csak a nyelvészeti munkákban, a szótárakban és a nyelvtankönyvekben jelölik. Az erre használt jelek a példákban láthatók:
- hosszú ereszkedő: zlȃto ’arany’;
- hosszú emelkedő: rúka ’kéz’;
- rövid ereszkedő: kȕća ’ház’;
- rövid emelkedő: žèna ’nő, asszony’.

A hangsúly helye változó, de néhány korlátozáshoz kötött. A főbb korlátozások a következők:
- Többszótagú szóban ereszkedő hangsúly csak az első szótagon lehet.
- Egyszótagú szónak csak ereszkedő hangsúlya lehet.
- Többszótagú szóban a hangsúly minden szótagra eshet, az utolsón kívül, ami az idegen szavakra is alkalmazható, de nem kötelező. Például francia eredetű szavakat lehet az utolsó előtti vagy az utolsó szótagon hangsúlyozni.[43]

Hangsúlytalan magánhangzó is lehet rövid vagy hosszú. A hosszúakat vízszintes felülvonással ( ¯ ) jelölik, nem szokványos írásokban (például žèna ’nő’ / žénā – többes szám birtokos eset). Hangsúlytalan hosszú szótag csak hangsúlyos szótag után következhet.
Amint ebből a példából látszik, a hangsúly jellegének és a magánhangzók tartamának funkcionális értékük van, mint például itt, ahol két esetet különböztetnek meg. A hangsúly helyének is van funkcionális értéke, például a melléknevek hosszú alakjának a ragozásában (lásd A melléknevek ragozása).
A simulószók között egyesek mindig hangsúlytalanok, mások olykor hangsúlytalanok, máskor hangsúlyosak. Az elsők kategóriáját az enklitikumok altkotják, azaz a hangsúlytalan személyes névmások, a segédigék hangsúlytalan alakjai és a li partikula, a másodikat a proklitikumok, azaz az elöljárószók, a kötőszók és a ne tagadó partikula. Mindkét kategóriabeli szavak prozódiai szempontból egyetlen, azaz egyetlen hangsúlyt hordozó szót alkotnak a csoportjuk lexikális (fogalmi) jelentésű szavával: enklitikum esetében a hangsúly a lexikális jelentésű szón marad, proklitikuméban a hangsúly átkerül ez utóbbira, amennyiben a lexikális jelentésű szónak ereszkedő a hangsúlya. Példák:
- a ne partikula: ne‿zòvi (hangsúlytalan ne) ’ne hívj’, znȃm – nè‿znām (hangsúlyos ne) ’nem tudok/tudom’;
- elöljárók: bez‿náde (hangsúlytalan bez) ’reménytelen’, grȃd – ȕ‿grād (hangsúlyos u) ’a városba’.

A kötőszók között vannak olyanok is, amelyek nem hangsúlyozhatók, a ’pedig’, da ’hogy’ és i ’és’, hacsak nem követi őket szünet: životinje ȋ, što je važno, ljudi ’az állatok és, ami fontos, az emberek’.

## Grammatika

### Alaktan
A horvát nyelv alaktani szerkezetére nézve az ún. flektáló (hajlító-ragozó) típusú nyelvek közé tartozik. Viszonylag magas fokú szintetizmus jellemzi, azaz viszonylag fontos szerepe van benne a toldalékolásnak, valamint fuzionális, ami azt jelenti, hogy egyetlen toldalék egyszerre több nyelvtani kategóriát is kifejezhet.
A legtöbb indoeurópai nyelvhez hasonlóan a horvátban is megvan a nyelvtani nem (hím-, nő- és semlegesnem) és az elöljárószók használata.

#### A főnév

##### A főnevek neme
A horvát főnevek lehetnek:
- hímneműek, amit általában arról lehet felismerni, hogy mássalhangzóra végződnek egyes szám alany esetben, például grad ’város’. Ezek ragozási osztályához tartoznak az -ao, -eo és -io végződésű hímnemű szavak is (lásd fentebb L ~ o váltakozás). Vannak -a-ra végződő hímnemű főnevek is: férfi keresztnevek (Nikola), foglalkozásnevek (vojvoda ’herceg’) stb. Ezeket az -a végződésű nőnemű főnevekhez hasonlóan ragozzák.
- nőneműek, melyek végződése egyes szám alany esetben általában -a (pl. ruka ’kéz’), de vannak mássalhangzóra végződő nőnemű főnevek is, például radost ’öröm’, stvar ’dolog’. Ezek külön ragozási osztályhoz tartoznak.
- semlegesneműek, amelyek egyes szám alanyesetben -o (kolo ’kör’) vagy -e (polje ’mező’) végződésűek. Ezeket a hímnemű mássalhangzó-végződésű főnevekhez hasonlóan ragozzák.

##### Főnévragozás
Négy ragozási osztály van, amelyekbe a főnevek alanyesetű alakjuknak a végződése szerint vannak besorolva, és hét eset. Íme négy szabályos ragozású főnév, két, a legtöbb főnevet tartalmazó ragozási osztályból:
| Eset                | Hímnem           | Hímnem      | Hímnem          | Hímnem      | Semlegesnem   | Semlegesnem | Nőnem        | Nőnem       |
| Eset                | élő              | élő         | élettelen       | élettelen   | egyes szám    | többes szám | egyes szám   | többes szám |
| Eset                | egyes szám       | többes szám | egyes szám      | többes szám | egyes szám    | többes szám | egyes szám   | többes szám |
| ------------------- | ---------------- | ----------- | --------------- | ----------- | ------------- | ----------- | ------------ | ----------- |
| Alanyeset           | mȃjstor ’mester’ | mȃjstori    | òdmor ’pihenés’ | òdmori      | zlȃto ’arany’ | zlȃta       | mrȅža ’háló’ | mrȅže       |
| Birtokos eset       | mȃjstora         | mȃjstōrā    | òdmora          | òdmōrā      | zlȃta         | zlȃtā       | mrȅžē        | mrȇžā       |
| Részeshatározó eset | mȃjstoru         | mȃjstorima  | òdmoru          | òdmorima    | zlȃtu         | zlȃtima     | mrȅži        | mrȅžama     |
| Tárgyeset           | mȃjstora         | mȃjstore    | òdmor           | òdmore      | zlȃto         | zlȃta       | mrȅžu        | mrȅže       |
| Megszólító eset     | mȃjstore!        | mȃjstori!   | òdmore!         | òdmori!     | zlȃto!        | zlȃta!      | mrȅžo!       | mrȅže!      |
| Eszközhatározó eset | mȃjstorom        | mȃjstorima  | òdmorom         | òdmorima    | zlȃtom        | zlȃtima     | mrȅžom       | mrȅžama     |
| Határozói eset      | mȃjstoru         | mȃjstorima  | òdmoru          | òdmorima    | zlȃtu         | zlȃtima     | mrȅži        | mrȅžama     |

Megjegyzések:
1. A hímnemű élőlények nevének egyes szám tárgyesete a birtokos esettel azonos, miközben a hímnemű életteleneké az alanyesettel azonos.
2. A többes szám birtokos esetének végződése hosszú -ā. Főleg ez különbözteti meg a hím- és a semlegesnemű főnév többes szám birtokos esetét az egyes szám birtokos esettől és a nőnemű főnév többes szám birtokos esetét az egyes szám alanyesettől.
3. A tárgyeset nemcsak a tárgy esete, hanem egyes határozóké is, mint például hely felé való mozgást kifejező igéknek alárendelt helyhatározóé (azé, amely a „hova?” kérdésre válaszol): Došao je u grad ’A városba érkezett’.
4. Az eszközhatározó eset élettelen főnevekkel elöljárószó nélkül használatos: zlatom ’arannyal’. Élőlényekkel a s(a) elöljárószót használják: s majstorom ’a mesterrel’.
5. A határozói esettel (mindig elöljáróval) fejezik ki a „hol?” kérdésre válaszoló helyhatározót (Oluja je načinila velike štete u gradu ’A vihar nagy károkat okozott a városban’), és a „kiről/miről?” kérdésre válaszolót: o odmoru ’a pihenésről’.

#### A melléknév

##### A melléknevek fajtái
Hagyományosan a horvát mellékneveket a következőképpen osztályozzák:
- minőségjelző melléknevek: miran pas ’békés kutya’, dobro dijete ’jó gyerek’;
- anyagot kifejező melléknevek: drvena klupa ’fapad’;
- birtokos melléknevek: bratov kaput ’a fivér(em) kabátja’, lugareva kuća ’az erdész háza’, majčino pismo ’az anya levele’. Ezeket főnevekből képezik: a hímneműeket az -ov/-ev, a nőneműeket az -in képzővel.

##### Rövid alak és hosszú alak
A mellékneveknek kétféle formája létezik, a rövid és a hosszú. A rövidre a hímnemben mássalhangzóra végződő egyes szám alanyeset jellemző, a hosszúra – az -i végződés ugyanebben az esetben:
- bratov ’a fivéré’ – rövid alakú melléknév;
- hrvatski ’horvát’ – hosszú alakú melléknév.

Majdnem minden minőségjelző melléknévnek van rövid és hosszú alakja is. A hosszú a rövid alakhoz hozzáadott -i-vel képződik: smeđ > smeđi ’barna’. Ezek esetében a rövid alakot határozatlannak is nevezik, a hosszút pedig határozottnak. Ennek a magyarban a határozott névelővel használt melléknév felel meg. Példa: Kupio sam jedan šešir smeđ i jedan siv. Smeđi sam ubrzo izgubio, sivi nosim i danas. ’Vettem egy barna kalapot és egy szürkét. A barnát hamar elvesztettem, a szürkét még ma is viselem’.
Határozatlanként és határozottként is használják azokat a mellékneveket, amelyeknek csak egy alakjuk van. Ilyenek a birtokos melléknevek (csak rövid formájuk van), és a -ski, -nji és -ji-re végződő melléknevek, amelyeknek csak hosszú alakjuk van. Ide tartoznak a melléknevek középfokú és hasonlító felsőfokú alakjai is (lásd lentebb).

##### Fokozás
A középfokot a következő toldalékokkal fejezik ki:
- -ji, -ja, -je, amely a melléknév végső mássalhangzóját palatalizálja:
  - egytagú, hosszú magánhangzós melléknevek: bȓz ’gyors’ > bȑžī ’gyorsabb’;
  - kéttagú, -ak, -ek, -ok végű melléknevek: kràtak ’rövid’ > krȁćī;
- -iji, -ija, -ije:
  - egytagú, rövid magánhangzós melléknevek: stȁr ’öreg’ > stàriji;
  - két- és többtagú melléknevek: srȅtan ’boldog’ > srètnijī, oštròūman ’éleseszű’ > oštroùmnijī.

Az összehasonlításnak két szerkezete van: od elöljáró + birtokos esetű főnévvel (Kamen je tvrđi od zemlje) vagy nego + alanyesetű főnévvel: Kamen je tvrđi nego zemlja ’A kő keményebb, mint a föld’.
Vannak rendhagyó középfokú alakok is, amennyiben tövük különbözik az alapfokú alakétól: dobar – bolji ’jobb’, zao – gori ’rosszabb’, velik – veći ’nagyobb’, malen – manji ’kisebb’, dug – dulji ’hosszabb’, melynek szabályos alakja is van: duži.
A felsőfok alakját a középfokú alak elé tett naj- előképző adja: bliži ’kozelebbi’ > najbliži ’a legközelebbi’. Háromféle szószerkezet lehetséges felsőfokú melléknévvel:
- od elöljáró + birtokos esetű főnév: Avion je najbrži od prijevoznih sredstava ’A repülőgép a leggyorsabb a közlekedési eszközök közül’;
- među elöljáró + eszközhatározói esetű főnév: Avion je najbrži među prijevoznim sredstvima;
- između elöljáró + birtokos esetű főnév: Između dragoga kamenja najtvrđi je dijamant ’A drágakövek közül a legkeményebb a gyémánt’.

##### A melléknevek ragozása
Rövid alak
| Eset | Hímnem                          | Hímnem          | Semlegesnem | Semlegesnem     | Nőnem      | Nőnem           |
| Eset | egyes szám                      | többes szám     | egyes szám  | többes szám     | egyes szám | többes szám     |
| ---- | ------------------------------- | --------------- | ----------- | --------------- | ---------- | --------------- |
| A.   | vȅlik ’nagy’                    | vȅliki          | vȅliko      | vȅlika          | vȅlika     | vȅlike          |
| B.   | vȅlika                          | vȅlikīh         | vȅlika      | vȅlikīh         | vȅlikē     | vȅlikīh         |
| R.   | vȅliku                          | vȅlikīm(a)/-ima | vȅliku      | vȅlikīm(a)/-ima | vȅlikōj    | vȅlikīm(a)/-ima |
| T.   | vȅlika (élő), vȅlik (élettelen) | vȅlike          | vȅliko      | vȅlikā          | vȅliku     | vȅlike          |
| M.   | vȅlik                           | vȅliki          | vȅliko      | vȅlikā          | vȅlika     | vȅlike          |
| E.   | vȅlikīm                         | vȅlikīm(a)/-ima | vȅlikīm     | vȅlikīm(a)/-ima | vȅlikōm    | vȅlikīm(a)/-ima |
| H.   | vȅliku                          | vȅlikīm(a)/-ima | vȅliku      | vȅlikīm(a)/-ima | vȅlikōj    | vȅlikīm(a)/-ima |

Hosszú alak
| Eset | Hímnem                               | Hímnem          | Semlegesnem  | Semlegesnem     | Nőnem      | Nőnem           |
| Eset | egyes szám                           | többes szám     | egyes szám   | többes szám     | egyes szám | többes szám     |
| ---- | ------------------------------------ | --------------- | ------------ | --------------- | ---------- | --------------- |
| A.   | vȅlikī ’a nagy’                      | vȅlikī          | vȅlikō       | vȅlikā          | vȅlikā     | vȅlikē          |
| B.   | vȅlikōg(a)                           | vȅlikīh         | vȅlikōg(a)   | vȅlikīh         | vȅlikē     | vȅlikīh         |
| R.   | vȅlikōm(u/e)                         | vȅlikīm(a)/-ima | vȅlikōm(u/e) | vȅlikīm(a)/-ima | vȅlikōj    | vȅlikīm(a)/-ima |
| T.   | vȅlikōg(a) (élő), vȅlikī (élettelen) | vȅlikē          | vȅlikō       | vȅlikā          | vȅlikū     | vȅlikē          |
| M.   | vȅlikī                               | vȅlikī          | vȅlikō       | vȅlikā          | vȅlikā     | vȅlikē          |
| E.   | vȅlikīm                              | vȅlikīm(a)/ima  | vȅlikīm      | vȅlikīm(a)/-ima | vȅlikōm    | vȅlikīm(a)/-ima |
| H.   | vȅlikōm(e/u)                         | vȅlikīm(a)/-ima | vȅlikōm(e/u) | vȅlikīm(a)/-ima | vȅlikōj    | vȅlikīm(a)/-ima |

Megjegyzések:
- Alanyesetben a két alak többes számát a szó végi magánhangzó tartama különbözteti meg.
- Vannak ragváltozatok:
  - két változat a határozott alak hím- és semlegesnem egyes szám birtokos esetében: -ōg és -ōga. A rövidebb változat olyan melléknév esetében használatos, amely más, ugyanabban az esetben álló melléknevet követ (példa: gramatika hrvatskoga standardnog jezika ’a sztenderd horvát nyelv grammatikája’);
  - három változat a határozott alak hím- és semlegesnem egyes szám részes és határozói esetében: -ōm, -ōmu és -ōme. A második változat gyakoribb a részes esetben, a harmadik pedig a határozóiban (a rövidebb változat használata ugyanaz, mint a birtokos esetben: u hrvatskome standardnom jeziku ’a sztenderd horvát nyelvben’);
  - három változat mindkét alakban és mindhárom nemben részes, eszközhatározói és határozói esetben: -īm, -īma és -ima. Az utóbbi kettőt csak az i tartama különbözteti meg.

#### Névmások

##### Személyes névmások
| Eset | Egyes szám  | Egyes szám | Egyes szám                         | Egyes szám       | Egyes szám | Többes szám | Többes szám | Többes szám                                   | Többes szám |
| ---- | ----------- | ---------- | ---------------------------------- | ---------------- | ---------- | ----------- | ----------- | --------------------------------------------- | ----------- |
| A.   | jȃ ’én’     | tȋ ’te’    | ȏn ’ő’ (hímnem), òno – semlegesnem | òna ’ő’ (nőnem)  | –          | mȋ ’mi’     | vȋ ’ti’     | òni ’ők’, òna – semlegesnem, òne ’ők’ (nőnem) | –           |
| B.   | mȅne, me    | tȅbe, te   | njȅga, ga                          | njȇ, je          | sȅbe, se   | nȃs, nas    | vâs, vas    | njȋh, ih                                      | sȅbe        |
| R.   | mȅni, mi    | tȅbi, ti   | njȅmu, mu                          | njȏj, joj        | sȅbi, si   | nȁma, nam   | vȁma, vam   | njȋma, im                                     | sȅbi        |
| T.   | mȅne, me    | tȅbe, te   | njȅga, ga, nj                      | njȗ, ju, je, nju | sȅbe, se   | nȃs, nas    | vâs, vas    | njȋh, ih                                      | sȅbe        |
| M.   | –           | ti!        | –                                  | –                | mȋ!        | vȋ!         | –           | –                                             | –           |
| E.   | mnȏm, mnóme | tȍbōm      | njȋm, njíme                        | njȏm, njóme      | sȍbōm      | nȁma        | vȁma        | njȉma                                         | sȍbom       |
| H.   | mȅni        | tȅbi       | njȅm(u)                            | njȏj             | sȅbi       | nȁma        | vȁma        | njȉma                                         | sȅbi        |

A., M., E. és H. esetekben a személyes névmásoknak csak hangsúlyos alakjuk van, B., R. és T. esetekben pedig egy hangsúlyos és egy hangsúlytalan alakjuk.
A magázó/önöző forma a Vi, amit általában nagybetűvel írnak.

###### Hangsúlyos alakok
Ezeket a következő esetekben használják:
- amikor kiemelik a személyt: Ja njega dobro poznajem ’Én őt jól ismerem’;
- amikor két személyt helyeznek ellentétbe: Pozvao je nas, a ne njih ’Minket hívott meg, nem őket’;
- elöljárók és kötőszók után: Otišla je kući bez mene ’Nélkülem ment haza’. Amikor a hangsúly átkerül az elöljáróra, a névmás alakja nem változik: bèz mene.

Eszközhatározói esetben az egyes szám 1. személynek két hangsúlyos alakja van: a rövidebbet elöljárókkal használják, a hosszabbat ezek nélkül: Što se ne bi oženio mnome ’Miért ne venne engem feleségül’.

###### Hangsúlytalan alakok
Tárgyeset egyes szám 3. személyben két hímnemű hangsúlytalan alak van és három nőnemű.
A hangsúlytalan alakokat általában elöljáró nélküli tárgyi vagy határozói funkcióban használják, a lexikális jelentést hordozó igealakok előtt vagy után, ezekkel együtt kiejtve őket, mintha egyetlen szót alkotnának: Jȃ sam te čȅkao ’Én vártalak’. A me, te, se, nj, nju alakokat lehet elöljárók után is használni, és akkor ezek hangsúlyosak lesznek: prȅdā me ’elém’, zȃ nj ’részére’.
Ami a ju és a je tárgyeset nőnemű alakok eloszlását illeti: je az általánosan használt alak, a ju-t pedig a je szótag szomszédságában használják, mégpedig a je segédige előtt (On ju je dočekao ’Ő megvárta’) és a je szótaggal végződő szavak után: Ne voli limunadu, ali pije ju kad je vruće ’Nem szereti a limonádét, de issza, amikor hőség van’.

###### A visszaható névmás
A többi szláv nyelvhez hasonlóan és más indoeurópai nyelvekkel ellentétben, a horvátban csak egy visszaható névmás van (a fenti táblázatban az s-sel kezdődő). Ez mindig a mondat alanyára vonatkozik, akármilyen nemű, számú és személyű lenne is az: Naškodio si sebi ’Ártottál magadnak’. B./T. és R. esetben van hangsúlytalan alakja. A tárgyesetűt használják a visszaható igékkel: Ja sam se počešljao ’Megfésülködtem’ (hímnem), Ti si se počešljala ’Megfésülködtél’ (nőnem), Sestra se počešljala ’A nővér(em) megfésülködött’, Dječaci su se počešljali ’A fiúk megfésülködtek’.

##### Kérdő-vonatkozó névmások és determinánsok
Csak névmások a tko ’ki’ és a što ’mi’. Lehetnek:
- kérdők: Tko stoji pred vratima? ’Ki áll az ajtó előtt?’, Što je pred vratima? ’Mi van az ajtó előtt?’;
- vonatkozók: Pitaj koga hoćeš! ’Kérdezz meg, akit akarsz!’, Reci što želiš! ’Mondj, amit akarsz!’

Ragozásuk:
| A. | tkȍ             | štȍ       |
| B. | kòga, kȍg       | čèga, čȅg |
| R. | kòmu, kòme, kȍm | čèmu      |
| T. | kòga, kȍg       | štȍ       |
| E. | kȋm, kíme       | čȋm, číme |
| H. | kȍm, kòme       | čȅm, čemu |

Kérdő-vonatkozó névmások vagy determinánsok a következők:
- čiji, -a, -e, -i, -e, -a: Čiji je to pokrivač? ’Kié ez a takaró?’, Došli smo u grad čiji su stanovnici poznati po marljivosti ’Eljöttünk egy olyan / abba a városba, melynek lakói a szorgalmukról híresek’;
- koji, -a, -e, -i, -e, -a: Kojim ćeš vlakom putovati? ’Melyik vonattal fogsz utazni?’, Koji je stigao? ’Melyik érkezett meg?’, Osušile su se ruže koje je sestra presadila ’Kiszáradtak azok a rózsák, amelyeket a nővérem ültetett el’;
- kakav, kakva, kakvo, kakvi, kakve, kakva: Kakve si ljude tamo vidio? ’Miféle embereket láttál ott?’, Kakav je taj most? ’Milyen / Miféle az a híd?’;
- kolik, kolika, koliko, koliki, kolike, kolika: Kolika je vaša kuća? ’Milyen nagy a házatok?’

Ezeket általában úgy ragozzák, mint a mellékneveket: a čiji és a koji névmásokat mint a hosszú alakúakat, a kakav és a kolik névmásokat mint a rövid alakúakat. Példaképpen íme a koji ragozása:
| Eset | Egyes szám                            | Egyes szám                     | Egyes szám | Többes szám   | Többes szám   | Többes szám   |
| Eset | Hímnem                                | Semlegesnem                    | Nőnem      | Hímnem        | Semlegesnem   | Nőnem         |
| ---- | ------------------------------------- | ------------------------------ | ---------- | ------------- | ------------- | ------------- |
| A.   | kòjī                                  | kòjē                           | kòjā       | kòjī          | kòjā          | kòjē          |
| B.   | kòjēga, kòjēg, kȏga                   | kòjēga, kòjēg, kȏga            | kòjē       | kòjīh         | kòjīh         | kòjīh         |
| R.   | kòjēmu, kòjēm, kȏmu, kȏme, kȏm        | kòjēmu, kòjēm, kȏmu, kȏme, kȏm | kòjōj      | kòjima, kòjīm | kòjima, kòjīm | kòjima, kòjīm |
| T.   | kòjī (élettelen), kòjēga, kòjēg (élő) | kòjē                           | kòjū       | kòjē          | kòjā          | kòjē          |
| E.   | kòjīm                                 | kòjīm                          | kòjōm      | kòjima, kòjīm | kòjima, kòjīm | kòjima, kòjīm |
| H.   | kòjēmu, kòjēm, kȏme, kȏm              | kòjēmu, kòjēm, kȏme, kȏm       | kòjōj      | kòjima, kòjīm | kòjima, kòjīm | kòjima, kòjīm |

E névmás R./H. rövidebb alakjai (kȏmu, kȏme, kȏm) nem tévesztendők össze a tko névmás ugyanolyan esetű alakjaival (kòmu, kòme, kȍm), amelyektől csak a hangsúly jellege különbözteti meg őket.

##### Birtokos névmások/determinánsok
Névmásokként ezek a magyar birtokos névmásoknak felelnek meg, determinánsokként pedig a magyar birtokos személyjeleknek. Alakjaik:
- moj, -a, -e ’az enyém’, moji, -e, -a ’az enyéim’;
- tvoj, -a, -e ’a tiéd’, tvoji, -e, -a ’a tieid’;
- njegov, -a, -o ’az övé’, njegovi, -e, -a ’az övéi’ (hímnemű birtokos);
- njen, -a, -o vagy njezin, -a, -o ’az övé’, njeni, -e, -a ’az övéi’ (nőnemű birtokos);
- naš, -a, -e ’a miénk’, naši, -e, -a ’a mieink’;
- vaš, -a, -e ’a tiétek’, naši, -e, -a ’a tieitek’;
- njihov, -a, -o' ’az övék’, njihovi, -e, -a ’az övéik’;
- svoj, -a, -e, -i, -e, -a – az alany birtokára vonatkozik, annak nemétől, számától és személyétől függetlenül. Ebben hasonlít a magyar saját melléknévre: Mi se brinemo za svoj posao, a vi se pobrinite za svoj ’Mi a mi/saját dolgunkkal törődünk, ti meg törődjetek a tietekkel/sajátotokkal’. A többi birtokos névmás nem az alany birtokára vonatkozik: Poznajem tvoju sestru ’Ismerem a nővéredet’.

##### Mutató névmások/determinánsok
A horvát mutató névmások három távolsági fokot fejeznek ki:
- Ovaj, ova, ovo ’ez’, ovi, ove, ova ’ezek’ – arra vonatkoznak, ami a beszélő mellett van.
- Taj, ta, to ’az’, ti, te, ta ’azok’ – arra vonatkoznak, ami közepes távolságra van a beszélőtől, például a megszólított mellett.
- Onaj, ona, ono ’azok’, oni, one, ona ’azok’ – arra vonatkoznak, ami távol van a beszélőtől is, és a megszólítottól is, például egy harmadik személy mellett.

##### Határozatlan névmások és determinánsok
A határozatlan névmások többségét bizonyos előképzőkkel alakítják kérdő névmásokból:
- nešto ’valami’, netko ’valaki’, nekakav ’valamilyen, valamiféle’;
- išta ’(legalább) valami’, itko ’(legalább) valami’, ikakav ’(legalább) valamilyen/valamiféle’;
- ništa ’semmi’, nitko ’senki’, nikakav ’semmilyen, semmiféle’;
- svašta ’mindenféle dolog’, svatko ’mindenki’, svakakav ’akármilyen, mindenféle’;
- gdjekoji ’valami’ (determináns);
- pokoji, poneki ’valaki(k)’ (többek közül), ponešto ’valami’ (több dologból);
- koješta ’akármi (főnévként ’jelentéktelen dolog’, ’össze-vissza beszéd’); kojekakav ’akármilyen (melléknévként ’satnya’).

Utóképzővel alakított is van: kojigod ’akármelyik’, štogod ’akármi’.
Példák mondatokban: Netko te pozdravio ’Valaki köszönt neked’, Ništa nećeš doznati ’Semmit se fogsz megtudni!”, Bit ću sretan ako se nađe ikakav bolji izlaz iz ovoga položaja ’Boldog leszek, ha legalább valamilyen jobb kiutat találunk ebből a helyzetből’, Amo dolaze svakakvi ljudi ’Ide mindenféle emberek jönnek’, Možda će se naći gdjekoji oštar nož ’Talán találunk valami éles kést’, Znam od svega ponešto ’Mindenből tudok valamicskét’, Uvijek brbljaju koješta ’Mindig össze-vissza beszélnek’, Donesi štogod da pojedemo ’Hozzál valami akármilyen ennivalót’.
Vannak ezeken kívül kérdő névmásokból/determinánsokból és bizonyos különírott partikulákból alkotott határozatlan névmás értékű szókapcsolatok is. Mindezen partikulák jelentése a magyar ’akár-’ előtagéval azonos:
- a kérdő névmás elé tett partikulák: ma, makar, bud, budi;
- a kérdő névmás mögé tett partikulák: god, mu drago, ti volja, te volja, hoćeš, hoće;
- a kérdő névmás elé vagy mögé tett partikula: bilo.

Példák mondatokban: Nikad me neće prevariti makar kolik lažac bio ’Sose fog becsapni, akármilyen jól hazudna’, Samo da naiđemo na budi kakvu vodu ’Bárcsak találnánk akármilyen vizet is’, Došao tko mu drago, moja su mu vrata otvorena ’Akárki jönne is, az ajtóm nyitva áll előtte’, Daj mu to za bilo što vagy Daj mu to za što bilo ’Add oda neki akármi ellenében’.

#### A számnevek

##### A tőszámnevek
A jedan, jedna, jedno ’egy’, dva (hím- és semleges nem), dvije (nőnem) ’kettő’, tri ’három’ és četiri ’négy’ számneveket ragozzák, beleértve amikor más számoknak az utolsó számjegyei.
A 11–19-nek megfelelő számnevek eredetileg szószerkezetek: pl. jedьnъ na desęte (szó szerint ’egy tízen’) > jedanaest ’tizenegy’.
A 10-esnél nagyobb tízes számok nevei összetett szavak, pl. dva ’kettő’ + deset ’tíz’ > dvadeset ’húsz’. Egyesek esetében az első tag hangtani változáson ment keresztül, pl. šest ’hat’ + deset > šezdeset ’hatvan’.
A százas számoknak megfelelő számneveknek van összetett szó változatuk (a sto ’száz’ szóval) és két külön szóból álló (a sto-ból képzett stotina nőnemű főnévvel): dvjesto vagy dvije stotine 200, tristo vagy tri stotine 300, četiristo vagy četiri stotine 400.
Az 1000-nek két neve van: az egyik szláv (tisuća), a másik görög jövevényszó (hiljada). Mindkettő nőnemű főnév, és ennek megfelelően ragozzák. Ilyen főnév a milijarda ’milliárd’ is, és hímnemű a milijun ’millió’.

###### A tőszámnév + (melléknévi jelző / determináns +) főnév szerkezetek
- Jedan, jedna, jedno és az ezzel a számjeggyel végződő számok neve esetben egyezik a főnévvel: Ostao je bez jedne ruke ’Elvesztette félkezét’ (szó szerint ’Egy kéz nélkül maradt’), Dvadeset i jedna godina je prošla ’21 év telt el’.
- Dva, dvije, tri és četiri, valamint az ezekkel a számjegyekkel végződő számok nevével,
  - amikor A., T. vagy M. esetben állnak, a főnév
    - birtokos eset egyes számban áll, amennyiben hím- vagy semleges nemű (dva dječaka ’két fiú’, tri sela ’három falu’), és
    - alanyeset többes számban, ha nőnemű: dvije ruke ’két kéz’, tri godine ’három év’.

  - Amikor ezek a számnevek más esetben állnak, a főnév többes számú, és esetben egyezik a számnévvel: Vjetar puše sa svih četiriju strana ’A szél mind a négy oldalról fúj’.

A főnév alakú számnevek és az utánuk álló főnév nem egyeznek esetben, hanem az utóbbi többes szám birtokos esetben áll: Donio mi je stotinu poklona ’Hozott nekem száz ajándékot”, Sin mu je nestao s tisućama drugih mladića ’A fia eltűnt ezer más fiatallal együtt’.
Pet ’öt’, šest „hat”, sedam „hét”, osam „nyolc” és devet „kilenc”, beleértve amikor más számoknak az utolsó számjegyei, és a tízes számoknak megfelelőek változatlan alakúak. Utánuk is többes szám birtokos esetben áll a főnév: Već deset dana puše jak vjetar ’Már tíz napja erős szél fúj’, Imala je petnaest bijelih kokošiju ’Tizenöt fehér tyúkja volt’.

##### A sorszámnevek
A sorszámnevek esetragjai azonosak a hosszú alakú melléknevekéivel. Ezeket a tőszámnevekhez ajdák hozzá. A peti ’ötödik’, šesti ’hatodik’, deveti-től ’kilencedik’ dvadeseti-ig ’huszadik’ és a többi tízes számoknak megfelelőkben (trideseti ’harmincadik’ stb.) az alap-tőszámnévben nincs változás. A sedmi ’hetedik’ (< sedam), osmi ’nyolcadik’ (< osam), stoti ’századik’ (< sto), tisući ’ezredik’ (<tisuća) = hiljaditi (< hiljada), milijunti (< milijun) és milijardni (< milijarda) alap-tőszámneveiben vannak kisebb változások (az a kiesése, a t kötő-mássalhangzó stb.) A treći ’harmadik’ (< tri) és četvrti ’negyedik’ (<četiri) alapszavaiban nagyobb változások vannak, a jedan-nak és a dva-nak megfelelő sorszámneveknek pedig más tövük van: prvi ’első’, illetve drugi ’második’. A szám utolsó számjegyének megfelelő sorszámnevek ugyanazok, mint az egyedül álló számjegyeknek megfelelők: dvadeset prvi ’a huszonegyedik’, trideset drugi ’a harminckettedik’.

##### Gyűjtőszámnevek
A gyűjtőszámnevek dvoje ’kettő, ketten’, troje ’három, hárman’, četvero vagy četvoro ’négy, négyen’, petero vagy petoro ’öt, öten’ stb. A többi a két utóbbival hasonlóan képződik, az -ero vagy az -oro képzővel. Ezeket a számneveket például különböző nemű vagy korú személyek csoportjára használják: stol za dvoje ’asztal két személynek’ (egy férfi és egy nő), Kako ih je sedmero sjedjelo oko vatre, [...] ’Mivel heten ültek a tűz körül, [...]’.

##### Szám-főnevek (horvátulbrojne imenice)
Ugyancsak gyűjtő jellegük van a fenti számnevekből képzett dvojica, trojica, četvorica, petorica stb. főneveknek. Ezek csak élőlények nevével használhatók, amelyek birtokos eset többes számban állnak: tròjica dječákā ’három fiú’.

##### A számjegyek neve
Minden számjegynek van egy nőnemű főnév adta neve: jedinica, dvica, trica, četvrtica, petica stb.: praviti osmice ’nyolcasokat csinál’ (korcsolyával a jégen).

#### Az ige

##### Igeszemlélet
Mint a szláv nyelvekben általában, a horvát igét is jellemzi az igeszemlélet kategóriája, amely főleg a cselekvés megvalósítási fokát fejezi ki.
- A folyamatos szemléletű ige azt fejezi ki, hogy a cselekvés folyamatban volt, van vagy lesz, avagy hogy ismételten végzett: Majka je prala / pere / će prati rublje ’A mama ruhát mosott / mos / fog mosni’.
- A befejezett szemléletű ige azt fejezi ki, hogy a cselekvést egyszer és egyből hajtották végre, vagy fogják végrehajtani: Majka je oprala / će oprati rublje ’A mama kimosta / ki fogja mosni a ruhát’.

A tulajdonképpeni jelen időt csak a folyamatos szemléletű igék fejezik ki, mégpedig csak egyszerű vagy főmondatban. A befejezett szemléletű igék jelen idejű alakját csak mellékmondatokban használják, és jövőbeli cselekvést fejez ki: Kad odspavam, bit će bolje ’(Majd) ha kialudtam magam, jobb lesz’.
A magyar nyelvben is kifejezik a cselekvés ezen árnyalatait, mint a fenti példák fordításaiban, a ’ki-’ igekötővel, illetve ennek hiányával.
A legtöbb ige egyazon lexikális jelentésű folyamatos–befejezett párokat alkot, például pisati ’ír’ – napisati ’megír’. A horvát nyelvben több módja van az egyik igeszemléletű ige alakításának a másik igeszemlétetűből:
- Az egyik ilyen mód elöljárószóból származó prefixum tétele a befejezetlen szemléletű ige elé. Ilyen prefixumok a fenti példákbeli o-, od- és na-, amelyek csak az igeszemléletet változtatják meg. Más prefixumok többé-kevésbé az ige jelentését is megváltoztatják: pisati ’ír’ > prepisati ’lemásol’. Az így képzett igéből szuffixum hozzáadásával az ige azonos jelentésű folyamatos párja képződik: prepisivati ’másol’. A szuffixumot a főnévi igenévre jellemző -ti képző elé teszik.
- Vannak olyan igék is, amelyek egy bizonyos szuffixummal folyamatosak, más szuffixummal pedig befejezettek. Például az -a- szuffixum a folyamatos szemléletre jellemző, az -i- pedig a befejezettre: lupati ’üt’ – lupiti ’megüt’.

##### Igeragozás
A horvát igéket hat szabályos ragozási osztályba sorolják, a főnévi igenév tövének utolsó hangzója szerint, és egy hetedikbe, amelyben rendhagyó igék vannak. Három osztályhoz alosztályok is tartoznak: az 1.-höz hét alosztály, a 3.-hoz kettő, az 5.-hez pedig négy.
Szabályos, 1. osztálybeli, ennek 2. alosztályához tartozó ige ragozása (gyakrabban használt alakok):
| Mód                                           | Idő                                           | Alak                                                         |                |
| --------------------------------------------- | --------------------------------------------- | ------------------------------------------------------------ | -------------- |
| Főnévi igenév (Infinitiv)                     | Főnévi igenév (Infinitiv)                     | tresti ’rázni’                                               | tresti ’rázni’ |
| Kijelentő mód (Indikativ)                     | jelen idő (prezent)                           | tresem ’rázok’                                               |                |
| Kijelentő mód (Indikativ)                     | jelen idő (prezent)                           | treseš                                                       |                |
| Kijelentő mód (Indikativ)                     | jelen idő (prezent)                           | trese                                                        |                |
| Kijelentő mód (Indikativ)                     | jelen idő (prezent)                           | tresemo                                                      |                |
| Kijelentő mód (Indikativ)                     | jelen idő (prezent)                           | tresete                                                      |                |
| Kijelentő mód (Indikativ)                     | jelen idő (prezent)                           | tresu                                                        |                |
| Kijelentő mód (Indikativ)                     | múlt idő (perfekt)                            | tresao / tresla / treslo sam ’ráztam’                        |                |
| Kijelentő mód (Indikativ)                     | múlt idő (perfekt)                            | tresao / tresla / treslo si                                  |                |
| Kijelentő mód (Indikativ)                     | múlt idő (perfekt)                            | tresao / tresla / treslo je                                  |                |
| Kijelentő mód (Indikativ)                     | múlt idő (perfekt)                            | tresli / tresle / tresla smo                                 |                |
| Kijelentő mód (Indikativ)                     | múlt idő (perfekt)                            | tresli / tresle / tresla ste                                 |                |
| Kijelentő mód (Indikativ)                     | múlt idő (perfekt)                            | tresli / tresle / tresla su                                  |                |
| Kijelentő mód (Indikativ)                     | 1. jövő idő (Futur prvi)                      | trest ću ’rázni fogok’                                       |                |
| Kijelentő mód (Indikativ)                     | 1. jövő idő (Futur prvi)                      | trest ćeš                                                    |                |
| Kijelentő mód (Indikativ)                     | 1. jövő idő (Futur prvi)                      | trest će                                                     |                |
| Kijelentő mód (Indikativ)                     | 1. jövő idő (Futur prvi)                      | trest ćemo                                                   |                |
| Kijelentő mód (Indikativ)                     | 1. jövő idő (Futur prvi)                      | trest ćete                                                   |                |
| Kijelentő mód (Indikativ)                     | 1. jövő idő (Futur prvi)                      | trest će                                                     |                |
| 1. feltételes mód (Kondicional prvi)          | 1. feltételes mód (Kondicional prvi)          | tresao / tresla / treslo bih ’ráznék/ráztam volna’           |                |
| 1. feltételes mód (Kondicional prvi)          | 1. feltételes mód (Kondicional prvi)          | tresao / tresla / treslo bi                                  |                |
| 1. feltételes mód (Kondicional prvi)          | 1. feltételes mód (Kondicional prvi)          | tresao / tresla / treslo bi                                  |                |
| 1. feltételes mód (Kondicional prvi)          | 1. feltételes mód (Kondicional prvi)          | tresli / tresle / tresla bismo                               |                |
| 1. feltételes mód (Kondicional prvi)          | 1. feltételes mód (Kondicional prvi)          | tresli / tresle / tresla biste                               |                |
| 1. feltételes mód (Kondicional prvi)          | 1. feltételes mód (Kondicional prvi)          | tresli / tresle / tresla bi                                  |                |
| Felszólító mód (Imperativ)                    | Felszólító mód (Imperativ)                    | tresi! ’rázz!’                                               |                |
| Felszólító mód (Imperativ)                    | Felszólító mód (Imperativ)                    | (neka) trese!                                                |                |
| Felszólító mód (Imperativ)                    | Felszólító mód (Imperativ)                    | tresimo!                                                     |                |
| Felszólító mód (Imperativ)                    | Felszólító mód (Imperativ)                    | tresite!                                                     |                |
| Felszólító mód (Imperativ)                    | Felszólító mód (Imperativ)                    | (neka) tresu!                                                |                |
| Határozói igenév (Particip)                   | jelen idejű (prezenta)                        | tresući ’rázva’                                              |                |
| Határozói igenév (Particip)                   | múlt idejű (perfekta)                         | tresavši                                                     |                |
| Cselekvő melléknévi igenév (particip aktivni) | Cselekvő melléknévi igenév (particip aktivni) | tresao, tresla, treslo, tresli, tresle, tresla               |                |
| Szenvedő melléknévi igenév (particip pasivni) | Szenvedő melléknévi igenév (particip pasivni) | tresen, tresena, treseno, treseni, tresene, tresena ’rázott’ |                |

Megjegyzések:
- A rendhagyó igék számosak, a képzők és személyragok által okozott hangváltozások úgyszintén.
- A múlt idő segédigéje a biti létige kijelentő mód jelen időben, amelynek rövid, hangsúlytalan alakjai is vannak, azok, amelyek a fenti táblázatban jelennek meg. A személy erősebb kihangsúlyozására és kérdésekben a hangsúlyos alakjait használják: Mi jesmo sve završili ’Mi mindent befejeztünk’, Jeste li čuli? ’Hallottátok-e?’
- Az összetett igealakokban (múlt idő és feltételes mód) a cselekvő melléknévi igenév nemben és számban egyezik az alannyal.
- Az 1. jövő idő általában a ragozott ige i-nélküli főnévi igenevéből + a htjeti ’akar’ ige rövid, hangsúlytalan alakjaiból képződik (Pjevat ćeš ’Énekelni fogsz’), de az alanyi funkciójú személyes névmás jelenlétében a segédige a ragozott ige főnévi igeneve elé kerül, amely ez esetben a teljes alakját veszi fel: Ti ćeš pjevati. ’Te fogsz énekelni’.
- A kijelentő mód jelen idejét a magyar felszólító mód értékével is használják egyszerű mondatban harmadik személyben (Neka mi piše! ’Írjon nekem!’), és mellékmondatban is: Ne bi to smio biti razlog da se počnemo svađati ’Nem kéne, hogy ez oka legyen annak, hogy elkezdjünk veszekedni’.

Kevésbé használt igealakok:
- A 2. jövő idő (futur drugi) a biti ’van’ ige jelen idejéből és a ragozott ige cselekvő melléknévi igenevéből tevődik össze: budem tresao. Mellékmondatokban használatos. A folyamatos aspektusúaké egyidejűséget fejez ki 1. jövő idejű igével, a befejezett aspektusúaké pedig előidejűséget 1. jövő idejű igéhez viszonyítva.
- Az aorist-nak nevezett alak, amely újlatin nyelvekben az egyszerű múlt időnek felel meg (tresoh), főleg az irodalmi elbeszélésben használatos a múltbeli befejezett cselekvések kifejezésére. A beszélt nyelvben ezt a befejezett aspektusú igék összetett múltjával fejezik ki.
- Az imperfekt az újlatin nyelvekbeli folyamatos múlt időnek felel meg: tresijah. Csak az irodalmi nyelvben használatos. Helyette a folyamatos aspektusú igék összetett múltját használják.
- A pluskvamperfekt az újlatin nyelvekbeli régmúlt idő megfelelője. Kétféleképpen képződik: a biti segédige imperfekt-je + cselekvő melléknévi igenév (bijah tresao), vagy a biti összetett múltja + cselekvő melléknévi igenév (bio sam tresao). Előidejűséget fejez ki más múltbeli cselekvéshez viszonyítva. Mellékmondatban általában az összetett múlttal helyettesítik.
- A 2. feltételes mód (kondicional drugi) a biti ige feltételes mód jelen idejű alakjából és a lexikális jelentésű ige cselekvő melléknévi igenevéből alakul: bio bi tresao ’rázott volna’. Amikor múltbeli lehetőséget fejez ki, általában a feltételes mód jelen idejével helyettesítik, és akkor a jelenbeliség vagy a múltbeliség a kontextusból tűnik ki.

#### A határozószó
A horvát nyelvben vannak olyan határozószók, amelyek már eredetileg azok, mint például sad(a) ’most’ és tamo ’ott’, de a legtöbb más szófajokhoz tartozó szavakból ered, elsősorban melléknevekből:
- Egyes rövid alakú melléknevek alanyeset egyes szám semlegesnemű alakját használják határozószóként is, például brzo ’gyors, gyorsan’;
- Egyes -skī végződésű hosszú alakú melléknevek alanyeset egyes szám hímnemű alakja válik határozószóvá az ī lerövidítésével: bratskī ’testvéri(es)’ > bratski ’testvériesen’.

Származnak még határozószók:
- főnévből: ljeto ’nyár’ > ljeti ’nyáron’, ljetos ’a múlt nyáron’;
- névmásból: nas ’minket’ > naški ’a mi módunkon’;
- tőszámnévből: jedan ’egy’ > jednom ’1. egyszer; 2. valamikor’;
- sorszámnévből: drugi ’második’ > drugo ’másodszor’;
- igéből: ležati ’fekszik’ > ležećke ’fekvő helyzetben’.

Egyszerű határozószókon kívül (a fenti példák) vannak összetettek is:
- elöljáró + főnév, az elöljáró által megkövetelt esetben: bez ’nélkül’ + trag ’nyom’ > bestraga ’nyomtalanul’;
- elöljáró + melléknév: na ’-n/-on/-en/-ön’ + sljep ’vak’ > nasljepo ’ anélkül, hogy odanézne; vakon’;
- elöljáró + számnév: iz ’-ból/-ből’ + prvi ’első’ > isprva ’előbb, eleinte’;
- elöljáró + névmás: sa ’-val/-vel’ + sve ’egész’ > sasvim ’egészen’;
- elöljáró + határozószó: na ’-n/-on/-en/-ön’ + gore ’fent’ > nagore ’fölfelé’;
- határozószó + határozószó: amo-tamo ’itt-ott’.

A módot és mennyiséget kifejező, valamint egyes időt és helyet kifejező határozószók fokozhatóak. A középfokuk alakja azonos a megfelelő melléknevek középfokú alakjávak semlegesnem alanyeset egyes számban, és a felsőfokuk ugyanazzal az előképzővel alakul: Példa: brzo ’gyorsan’ > brže ’gyorsabban’ > najbže ’a leggyorsabban’. Néhány határozószónak más szó a középfokú megfelelője: mnogo ’sok(at)’ – više ’több(et)’, malo ’kevés, keveset’ – manje ’kevésbé’, loše = zlo ’rosszul’ – gore ’rosszabbul’.

##### Kérdő határozószók
Különféle határozókra vonatkozó kérdések a következő határozószókkal kezdődnek: kad(a)? ’mikor?’, gdje? ’hol?’, kamo? ’hova?’, kud(a)? ’merre(felé)?’, odakle? ’honnan?’, kako? ’hogyan?’, koliko? ’mennyi?’, zašto? ’miért (mi okból; mi céllal)?’.

##### Határozatlan határozószók
Kérdő határozószókból határozatlanok alakulnak ugyanazokkal a tagokkal, mint a fentebb említett határozatlan névmások:
- nekad(a) ’valamikor’, negdje ’valahol’, nekamo ’valahova’, nekuda ’valamerre, valamelyik úton’, nekako ’valahogy’;
- ikad(a), igdje, ikamo, ikuda, ikako – az előző jelentésekkel, beleértve a „legalább” jelentést;
- nikad(a) ’soha’, nigdje ’sehol’, nikamo ’sehova’, nikako ’sehogy’, nizašto ’semmi okból, semmiért, semmi pénzért’;
- svakad ’mindig’, svugdje ’mindenütt’, svukuda ’mindenfelé’, svakako ’mindenféleképpen’;
- ponekad ’néha’, ponegdje ’itt-ott’;
- kojekud(a) ’akármerre, ide-oda’, kojekako ’így vagy úgy, valahogy’;
- kadgod ’valamikor, olykor’, gdjegod ’valahol, akárhol’.

Mint a határozatlan névmások esetében, az ’akár-’ magyar előtagnak megfelelő partikulákkal lehet határozószó értékű szókapcsolatokat alkotni: ma kad(a) = bilo kad(a) ’akármikor’, ma kako = bilo kako ’akárhogy’, ma dgje = bilo gdje ’akárhol’, ma kuda = bilo kuda ’akármerre’.

#### Elöljárószók
A horvát elöljárószók a magyar esetragoknak és névutóknak felelnek meg, és jelzőket vagy határozókat alkotnak főnévvel vagy névmással. A legtöbb elöljárószót ezekkel csak egy bizonyos nyelvtani esetben használják.
A birtokos esettel: blizu ’közelében’, do ’-ig’, duž ’mentén’, ispod ’alatt, alól’, ispred ’előtt, elől’, iz ’-ból/-ből’, iza ’túl’, između ’között, közül’, iznad ’felett, felől’, kod ’-nál/-nél, mellett’, pored ’mellett’, posle ’után’ (időben), prije ’előtt (időben)’, protiv ’ellen’, radi ’céljából, érdekében, -ért’, umjesto ’helyett’, usred ’közepén’, zbog ’miatt’.
A részeshatározó esettel: k(a) ’felé’.
A tárgyesettel: kroz ’keresztül’, niz(a) ’valami lefelé vezető irányában’, uz(a) ’mellett, közelében, -val/-vel’.
A határozói esettel: pri ’mellett, -kor’.
Más elöljárószók két, egyesek három esettel használhatók.
| Elöljárószó | Eset                 | A használat feltételei                                                 | Példa                                                                        |
| ----------- | -------------------- | ---------------------------------------------------------------------- | ---------------------------------------------------------------------------- |
| među        | tárgyeset            | hely felé való mozgást kifejező ige után                               | Umješao se među ljude ’Az emberek közé vegyült’                              |
| među        | eszközhatározói eset | nem mozgást vagy nem hely felé való mozgást kifejező ige után          | Šetao je među drvećem ’A fák között sétált’                                  |
| na          | tárgyeset            | hely felé való mozgást kifejező ige után                               | Golub je sletio na krov ’A galamb a tetőre szállt’                           |
| na          | határozói eset       | nem mozgást vagy nem hely felé való mozgást kifejező ige után          | Golub je na krovu ’A galamb a tetőn van’                                     |
| nad(a)      | tárgyeset            | hely felé való mozgást kifejező ige után                               | Nad njega su se spustile zelene grane ’Föléje zöld ágak ereszkedtek le’      |
| nad(a)      | eszközhatározói eset | nem mozgást vagy nem valaki/valami felé való mozgást kifejező ige után | Nad selom su se crnjeli kišni oblaci ’A falu fölött esőfelhők feketélettek’  |
| o           | tárgyeset            | valaki/valami felé való mozgást kifejező ige után                      | Ne udaraj glavom o zid ’Ne üsd fejedet a falba!’                             |
| o           | határozói eset       | nem mozgást vagy nem valaki/valami felé való mozgást kifejező ige után | Torba visi o klinu ’A táska a szegen lóg’                                    |
| pod(a)      | tárgyeset            | valaki/valami felé való mozgást kifejező ige után                      | Sjeo je pod lipu ’Leült a hársfa alá’                                        |
| pod(a)      | eszközhatározói eset | nem mozgást vagy nem hely felé való mozgást kifejező ige után          | Odmarao se pod lipom ’A hársfa alatt pihent’                                 |
| pred(a)     | tárgyeset            | hely felé való mozgást kifejező ige után                               | Dječak je stavio pred sebe malu stolicu ’A fiú kis széket tett maga elé’     |
| pred(a)     | eszközhatározói eset | nem mozgást vagy nem hely felé való mozgást kifejező ige után          | [...] što se događa pred njegovim očima ’[...] mi történik a szeme előtt’    |
| s(a)        | birtokos eset        | a „miről?”-re válaszoló helyhatározó kifejezése                        | Crijep je pao s krova ’A cserép a tetőről esett le’                          |
| s(a)        | eszközhatározói eset | társhatározó kifejezése                                                | Susreo sam se s njim ’Találkoztam vele’                                      |
| u           | birtokos eset        | birtoklás kifejezése                                                   | U Milice duge trepavice ’Milicának hosszú copfjai vannak’                    |
| u           | tárgyeset            | hely felé való mozgást kifejező ige után                               | Idemo u šumu ’Az erdőbe megyünk’                                             |
| u           | határozói eset       | nem mozgást vagy nem hely felé való mozgást kifejező ige után          | U šumi se čuje cvrkut ptica ’Az erdőben madárcsiripelés hallatszik’          |
| za          | birtokos eset        | időszak kifejezése                                                     | Za moje mladosti život je bio mirniji ’Fiatalkoromban az élet békésebb volt’ |
| za          | tárgyeset            | hely felé való mozgást kifejező ige után                               | Mjesec se sakrio za oblake ’A hold a felhők mögé bújt’                       |
| za          | eszközhatározói eset | nem mozgást vagy nem hely felé való mozgást kifejező ige után          | Za kućom je bio lijep voćnjak ’A ház mögött szép gyümölcsös volt’            |

Megjegyzés: Egyes elöljárószók esetében van -a ~ ∅ váltakozás. Az -a-t a kiejtés megkönnyítése végett adják hozzá az elöljáróhoz, amikor a következő szó ugyanazzal a mássalhangzóval, hasonló típusú mássalhangzóval vagy mássalhangzó csoporttal kezdődik: s njim ’vele’, de sa šalom ’(egy) viccel’, sa mnom ’velem’.

#### Partikulák és módosítószók
A partikulák és a módosítószók a horvát grammatikák szerint ugyanahhoz a szófajhoz tartoznak. Mindkét kategóriát a čestice, riječce vagy partikule terminussal illetik. Ezeket úgy határozzák meg, mint olyan változatlan alakú szavakat, amelyek a beszélő attitűdjét fejezik ki a közlés tartalmával kapcsolatban.
Kérdő partikulák
- A li partikula hangsúlytalan, és főleg ige (beleértve segédigét is) mögött fordul elő: Vidiš li? ’Látod-e?’, Jesi li pjevao? ’Énekeltél-e?’, Neće li doći? ’Vajon nem jön el?’ Kérdőszó után is használatos, megerősítés céljából: Gdje li se samo skrila? ’Hova a csudába bújt el?’, Što li nam vrijeme nosi? ’Vajon mit hoz nekünk az idő?’ Ugyancsak megerősíthet ez a partikula felszólítást vagy felkiáltást is: Trči li, trči! ’Fuss csak, fuss!’ Lijepa li si! ’De szép vagy!’
- A zar partikula mindig mondat első szója, és a kérdéssel együtt kételkedést, csodálkozást is kifejez: Zar ne vidiš? ’Hát nem látod?’, Zar ste zaista otišli? ’Hát valóban elmentetek?’ Zar + ne kijelentő mondat után ez utóbbit kérdővé teszi: Vidio si ga, zar ne? ’Láttad őt, nemde?’

Megerősítő partikulák:
Pokloni mu bar neku sitnicu ’Ajándékozz neki legalább valami apróságot!’;
Tko god dođe, bit će svečano primljen ’Akárki is jönne, ünnepélyesen fogjuk fogadni’;
I on je došao ’Ő is eljött’;
Iako su radili cijeli dan, ipak nisu stigli završiti posao ’Bár egész nap dolgoztak, mégsem sikerült befejezniük a munkát’;
Ma kako odlučila, ja sam uz tebe ’Akárhogy is döntenél, én melletted vagyok’;
Makar jednom budi sretan ’Legalább egyszer légy boldog!’;
Nisu vjerovali ni njemu! ’Nem hittek neki sem!’
Pa naravno! ’Hát természetesen!’;
Samo da znaš što se dogodilo! ’Ha tudnád mi történt!’;
Samo ti pričaj! ’Beszélj csak!’;
On je također sudjelovao ’Ő szintén közreműködött’.
Fok-partikulák
Ezek a partikulák tulajdonság fokát fejezik ki: gotovo ’majdnem’, jedva ’alig’, još ’még’, malo ’kicsit’, mnogo ’sokkal’, naročito ’különösen’, osobito ’különösen’, posve ’teljesen’, potpuno ’teljesen’, previše ’túl(ságosan)’, prilično ’meglehetősen’, sasvim ’egészen’, skoro ’majdnem’, veoma ’nagyon’, vrlo ’nagyon’. Mondatban: Ona je mnogo veća ’Ő sokkal nagyobb’ Bio je vrlo malen ’Nagyon kicsi volt’.
Ösztönző partikulák
- A da partikula + kijelentő mód jelen idő 2. személy felszólítást fejez ki: Da samo znaš što je napravio! ’Tudd csak meg, mit csinált!’ A múlt idő 2. személyű alakjával parancs kifejezésére szolgál: Da si smjesta došao! ’Azonnal gyere ide!’
- A neka partikula harmadik személynek szóló ösztönzés [Neka dođu! ’Jöjjenek (ide)!’] vagy megengedés [Neka radi što hoće! ’(Hadd) tegyen, amit akar!’, Neka se djeca vesele! ’Hadd szórakozzanak a gyerekek!’] kifejezője.
- A hajde partikula a doći ’jön’ ige felszólító mód 2. személye helyett használható (Hajde, vlak nas neće čekati! ’Gyere, a vonat nem fog megvárni!’), de bátorításként is szolgál: Hajde, izdrži još malo! ’No, bírd ki még egy kicsit!’[47]

Igenlő és tagadó partikulák:
Da, doći ćemo ’Igen, eljövünk’;
Jest, javio mi je vijest ’Igen, közölte velem a hírt’;
Ne, nije došao ’Nem, nem jött el’;
Ne pitaj me to! ’Ne kérdezd ezt tőlem!’
Bemutató partikulák
- Az evo, eto, eno ’íme’ jelentésű partikulák három távolsági fokot fejeznek ki, akárcsak a mutató névmások: Evo čovjeka! ’Íme az ember!’ (a beszélőhöz közel), Eto ti Marije, pa s njom možeš izaći! ’Itt van Marija, vele mehetsz ki!’ (a közlés címzettjéhez közel), Eno našega profesora! ’Az ott a professzorunk!’ (sem a beszélőhöz, sem a címzetthez közel). Amikor személyes névmásokkal használják, evo az 1. személyre mutat, eto a 2.-ra, eno a 3.-ra: Evo mene! ’Itt vagyok én!’ Eto tebe! ’Itt vagy te!’ Eno njega! ’Itt van ő!’ Ezek a partikulák egész mondatra is utalhatnak: Eto, sve sam vam rekao! ’Tessék, mindent elmondtam!’ Evo, to je sve što znam! ’Tessék, ez minden, amit tudok!’
- A gle partikula: Gle psa! ’Nézd csak a kutyát!’ Gle ono! ’Nézd csak!’

Módosítószók:
Pas je doista vrlo sličan vuku ’A kutya valóban nagyon hasonlít a farkasra’;
To je sigurno najbolje rješenje ’Ez biztosan a legjobb megoldás’;
On to, naravno, nije ni mogao znati ’Ezt ő természetesen nem is tudhatta’;
Njihove su riječi, dakako, mnogo pomogle da se stvar razjasni ’Persze az ő szavai sokat segítettek a dolog tisztázásában’;
To se, vjerojatno, nikad neće saznati ’Ezt valószínűleg sose fogjuk megtudni’;
Danas će, možda, padati kiša ’Ma talán esni fog az eső’;
Istina, on o svemu tome nije imao ni pojma ’Valójában neki fogalma se volt erről az egészről’.

### Mondattan
Ezen szakasz a horvát mondattan főbb jellegzetességeit mutatja be, az egyszerű mondat típusaira, a mondatrészekre, a szórendre és némely mellékmondat-típusra vonatkozóan.

#### Az egyszerű mondat

##### A tagadó mondat
Az állítmány tagadása általában az eléje helyezett ne tagadó partikulával történik: Ja na pitanja ne odgovaram ’Én kérdésekre nem válaszolok’. Egyes igékkel a ne egybeolvad, változatlanul az imati és a htjeti igékkel, amelyek elveszítik első szótagjukat: imam ’van nekem’ → nemam ’nincs nekem’, hoću ’akarok/akarom’ → neću ’nem akarok/akarom’. A biti ige kijelentő mód jelen idejű alakjaival a ne ni-vé válik: (je)si ’vagy’ → nisi ’nem vagy’.
A felszólító mód tiltó alakja kétféleképpen képződik:
- ne + a felszólító mód parancsoló alakja: Ne ljutite se! ’Ne haragudjatok!’;
- a nemoj segédige + főnévi igenév: Nemojte se ljutiti!

Nemoj helyettesíthet akármilyen tiltó alakú felszólító módban levő igét, amely jelentése a kontextusból tűnik ki: Nemojmo, braćo! ’Ne tegyük ezt, testvéreim!’
A magyar ’sem’ szónak a ni partikula felel meg, más tagadó szóval/szókkal vagy saját magával korrelálva: Nigdje se dosada takvo šta nije vidjelo ni čulo! ’Eddig sehol sem láttak sem nem hallottak ilyesmit!’, Zatvorenik ne može birati ni goste ni prijatelje ’Fogoly nem választhat magának se vendégeket se barátokat’. Ne előtt ni helyett az i partikulát használják: Ali njih nitko i ne gleda ’De rájuk nem is néz senki’. A ni partikula előtagként határozatlan névmások és határozószók képzésére is szolgál: Nitko ništa nije krio! ’Senki semmit sem titkolt!’, I nigdje nema nikoga! ’És sehol sincs senki!’ Az elöljárók szétválasztják a ni-t a névmástól/határozószótól: Ne možeš me zamijeniti ni sa čim ’Semmivel sem tudsz helyettesíteni’.

##### A kérdő mondat
Az eldöntendő kérdést lehet csupán jellegzetes hanglejtéssel, de kerdő partikulákkal is megvalósítani. Példák:
Ima li tu blizu kakva prazna cisterna? ’Van-e itt a közelben üres ciszterna?’;
Da li vi to shvaćate? ’Értitek-e ezt?’;
Je li se ujutro umivaš? ’Mosdasz-e reggel?’;
Da niste vi danas nešto slavili? ’Nem ünnepeltetek-e valamit (má)ma?’;
Zar misliš da je desetak godina vrijeme u kojem se može sve zaboraviti? ’Valóban azt hiszed, hogy tíz év alatt el lehet mindent felejteni?’
Ilyen mondatokban lehet ni- helyett i-vel alkotott határozatlan névmásokat használni. Az i- beleérti a „legalább” jelentést: Je li išta pojeo? = Je li makar nešto pojeo? ’Evett-e legalább valamit?’, Je li te itko čuo? = Je li te makar netko čuo? ’Hallott-e téged legalább valaki?’
A kiegészítendő kérdéseket a különféle mondatrészekre vonatkozó kérdő névmások és determinánsok, valamint kérdő határozószók vezetik be (lásd fentebb az ezekre vonatkozó szakaszokat).

##### A felkiáltó mondat
Az ilyen mondatokat is lehet nemcsak jellegzetes hanglejtéssel kifejezni, hanem a főleg kérdésben használt li partikula segítségével is: Lijepa li si! ’Milyen szép vagy!’ Van egy, csak felkiáltó mondatban használt partikula is, a ta: Ta nismo više djeca! ’Hiszen már nem vagyunk gyerekek!’

##### A parancsoló/tiltó mondat
Általában az ilyen mondat állítmánya felszólító módú ige: Pogledaj mi ruke! ’Nézd a kezeimet!’, Nemojte se ljutiti na njih! ’Ne haragudjatok rájuk!’
Vannak olyan szerkezetű parancsoló/tiltó mondatok is, amelyek állítmánya más igealakú:
- da + kijelentő mód jelen idő, harmadik személyre vonatkozó: Odmah da dođu svi ovamo! ’Azonnal jöjjenek mind ide!’;
- da + múlt idő, a második személyre vonatkozó (erőteljesebb parancs vagy tiltás): Da si se smjesta vratio kući! ’Rögtön menj vissza haza!’, Da se nisi ni maknuo, jesi li čuo! ’Meg se moccanj, hallod-e!’

Más típusú ilyen mondat kívánságot vagy jókívánságot fejez ki:
- cselekvő melléknévi igenevű[51] állítmánnyal: Vrag ga odnio! ’Az ördög vigye el!’, Zdravi i veseli bili! ’Legyetek egészségesek és vidámak!’;
- da kijelentő mód jelen idejű állítmánnyal: Da si mi zdrav! ’Légy egészséges!’;
- nek(a) partikula kijelentő mód jelen idejű állítmánnyal: Neka mi piše! ’(Csak) írjon nekem!’;
- kad(a) feltételes módú állítmánnyal: Samo kad ne bih ovdje morao sjediti […] ’Bárcsak ne kéne itt ülnöm! […]’.

##### Mondatrészek
Az alanyt nem mindig fejezik ki külön szóval, mivel, akárcsak a magyarban, az ige nagyon jól megkülönbözteti a személyeket a ragok révén. Ezért személyes névmással csak akkor fejezik ki, amikor ki akarják emelni. Példák: Odlazim ’Elmegyek’ (a személyrag által kifejezett alany), Slično sam mislio i ja ’Én is így gondoltam’ (névmással is kifejezett alany).
A főnévvel és a névmással kifejezett alany nem mindig áll alanyesetben. Amikor az állítmányt a személytelenül használt biti létige vagy imati ’létezik’, avagy az evo bemutató partikula adja, ezeknek ún. „logikai alanyuk” van, amely lehet:
- birtokos esetben: Bit će bune ’Felkelés lesz’, U uglovima ima dima ’A sarkokban füst van’, Evo romana mog kreveta ’Íme ágyam regénye’;
- részeshatározói esetben: Zima mi je ’Fázom’ (szó szerint ’Hideg van nekem’).

Az állítmány lehet igei vagy névszói. A névszói állítmány névszói része nemcsak alanyesetű lehet (pl. Ja jesam vještac ’Én valóban varázsló vagyok’), hanem más esetű is. Ha biti a kopula:
- birtokos esetű névszói csoport elöljáró nélkül: Starac je [...] bio dobre volje ’Az öreg [...] jóakaratú volt’;
- elöljárós főnév: Ja sam bez volje ’Nekem nincs akaratom’ (szó szerint ’Én akarat nélkül vagyok’) (birtokos esetű), Još ste vi u snazi ’Még jó erőben vagytok’ (határozói esetű).

Más kopulákkal, például postati ’vkivé/vmivé válik’, a névszói rész állhat eszközhatározói esetben elöljáró nélkül: Zidovi su postajali sve tamnijima ’A falak egyre sötétebbekké váltak’.
Az alany és az állítmány számban és személyben egyeznek egymással, azon igealakok esetében pedig, amelyekben a cselekvő melléknévi igenév használatos, az egyeztetés nemben is történik: Gazdarica je ustala ’A háziasszony felállt’. Nincs viszont egyeztetés olyan bemutató szerkezetben, amelyben mutató névmás az alany és biti kopulás névszói állítmány van. Ekkor a névmás mindig semleges nem egyes szám alanyesetben marad: Ovo je moj drug ’Ez a társam’, No, to bi bila lijepa parada! ’Ez aztán szép parádé lenne!’.
A tárgy általában tárgyesetű, akárcsak a magyarban (pl. Htio sam razveseliti tetku ’Fel akartam vidítani a nagynénimet’), de lehet birtokos esetben is, amikor határozatlan mennyiségét érti bele annak, amit megnevez: Čovjek ima snage onoliko koliko mora imati snage da bi izdržao do svojega kraja. ’Az embernek annyi ereje van, amennyi erejének lennie kell, hogy kibírja a haláláig’.
A részeshatározót elöljáró nélküli részeshatározói esetben álló névszó fejezi ki: Brat bratu, otac sinu, sin ocu neće više vjerovati ’Testvér a testvérnek, apa a fiának, fiú az apjának nem fog hinni többé’.
Állandó (vagy aszemantikus) határozó lehet többféle esetű, az alanyeseten és a megszólító eseten kívül, attól függően, hogy melyik esetet követeli meg a határozó alaptagja:
- birtokos eset elöljáró nélkül (általában visszaható ige esetében): Sjećate li se Tanje? ’Emlékeztek-e Tanjára?’;
- birtokos eset elöljáróval: Sve zavisi od rezultata ’Minden az eredménytől függ’;
- tárgyeset (elöljáróval): Bacio se čovjek u trošak ’Költekezésbe ment bele az ember’;
- eszközhatározói eset elöljáró nélkül: Čitava kuća je najednom zamirisala kruhom ’Egyből kenyérszag töltötte meg az egész házat’ (szó szerint ’Az egész ház egyből kenyértől kezdett szaglani’);
- eszközhatározói eset elöljáróval: S poteškoćama se nije lako boriti ’A nehézségekkel nem könnyű harcolni’;
- határozói eset (elöljáróval): Sve govore o srcu [...] ’Mind a szívről beszélnek […]’.

A névszóval kifejezett helyhatározó tekintetében megemlítendő a tárgyeset és az eszközhatározói eset használata. Az előbbit olyan igékkel használják, amelyek hely felé való mozgást fejeznek ki, az utóbbit pedig olyanokkal, amelyek nem fejeznek ki mozgást vagy nem hely felé való mozgást fejeznek ki (lásd fentebb Elöljárószók).
Azon melléknevek is, amelyeknek bővítményük lehet, megkövetelik, hogy az bizonyos esetben álljon, ha névszó. Például a krcat ’telis-tele’ melléknév eszközhatározói esetben álló bővítményt követel meg (krcat košarama ’kosarakkal telis-tele’), željan ’kívánó’ birtokos esetben állót (Dečko bio željan svijeta ’A gyerek világot kívánt látni’), umoran ’fáradt’ od elöljárós birtokos esetűt. Az összehasonlító szerkezetek egyikében is a melléknévnek od elöljárós bővítménye van: Kamen je tvrđi od zemlje ’A kő keményebb a földnél’.
A főnévi és a névmási jelző állhat birtokos esetben elöljáró nélkül (ugao ulice ’utcasarok’, čaša vina ’egy pohár bor’, čovjek dobre naravi ’jó természetű ember’), birtokos esetben elöljáróval (kutija od šibica ’gyufásdoboz’) vagy más esetben elöljáróval: žena s madežom ’az anyajegyes nő’ (eszközhatározói eset).

##### A szórend
A szórend attól függ, hogy milyen szemantikai szerepe (topik vagy predikátum) van a mondat egyik vagy másik részének, és/vagy attól, hogy a beszélő kiemeli a mondat egyik-másik részét vagy sem.

###### Szórend kiemelt mondatrész nélkül
Bár a horvát nyelvben a szórend elég szabad, mégis lényegében SVO-nyelv, azaz a szórend alany + állítmány + tárgy/határozó, az alábbi körülmények között:
1. A beszélgetőtársak már ismerik úgy az alanyt, mint a tárgyat/határozót, tehát nem forog fenn a topik és a predikátum kérdése.
2. Állító kijelentő mondatról van szó.
3. Az alanyt külön szó fejezi ki.
4. Az állítmány egyetlen szóból áll, mely ige.
5. A mondatban csak egy tárgy vagy határozó van, és ezt főnév vagy névmás fejezi ki.
6. A mondat semleges, azaz nincs kiemelve a mondat egyetlen része sem.
7. Prozódiai szempontból mindegyik mondatrész hangsúlyozott.

Példa: Narod glasa za republiku ’A nép a köztársaságra szavaz’.
Ugyanaz a szórend, ha a fenti 2–7 feltételek mellett, a fenti mondat a „Mit tesz a nép?” kérdésre válaszol, azaz a válaszban az alany topik, és az állítmány + határozó predikátum. Egyébként általában a topik megelőzi a predikátumot.
Más helyzetekben a szórend különbözhet.
Ha az alany a predikátum, akkor az állítmány mögé kerül: Za republiku glasa narod ’A köztársaságra a nép szavaz’.
Ha a tárgy/határozó topik, akkor a mondat elejére kerül: Slavko vidi Olgu. Olgu vidimo i mi. ’Slavko látja Olgát. Olgát mi is látjuk’.
Amennyiben az állítmány ún. „exisztenciális ige”, a szórend állítmány + alany: Pojavilo se sunce ’Megjelent a nap’.
Ha az állítmány partikula, ugyancsak az első helyen áll: Evo romana mog kreveta (birtokos esetű logikai alany) ’Íme ágyam regénye’.
Ha az állítmány az alany létét vagy elérhetőségét fejezi ki, és a mondatban hely- vagy időhatározó van, ez utóbbi az állítmány elé, az alany pedig az állítmány mögé kerül: Na stolu leži knjiga ’Az asztalon könyv van’ (szó szerint ’fekszik’), U frižideru ima šunke (birtokos esetű logikai alany) ’A hűtőben van sonka’.
Ha az állítmánynak két bővítménye van, mindkettő mögötte áll: Perušina pruži materi ruku ’Perušina anyjának nyújtja a kezét’.
Ha az állítmánynak egy vagy két határozószóval kifejezett bővítménye van, ez(ek) a következőképpen helyezkedik/helyezkednek el:
- az állítmány előtt, ha ez egyszerű igealakú: Dragonoška malo jede ’Dragonoška keveset eszik’;
- a segédige és az állítmány többi része között, ha ez összetett alakú: Mjesec će noćas kasno izaći ’Ma éjjel a hold későn fog felkelni’.

Más mondatrészek általában minél közelebb állnak az őket alárendelő szóhoz.
A melléknévi jelző a jelzett szó előtt áll: Lišće pada u otvoren bunar ’A levelek a nyílt kútba esnek’.
Ha egy szónak több melléknévi jelzője van, mind a jelzett szó előtt állnak, az általánosabb jelentésűek megelőzve a szűkebb jelentésűeket: Spomenuo bih još neka terminološka rješenja, dijelom preuzeta iz prethodne hrvatske gramatičarske tradicije ’Megemlítenék még néhány terminológiai megoldást, amelyeket az előbbi horvát grammatikai hagyományból vettem át’.
Ha egy szónak determinánsa és melléknévi jelzője van, az első megelőzi az utóbbit: Pokupit će tvoje bijelo platno ’Meg fogja venni fehér vásznadat’.
A melléknév bővítményeként használt határozószó a melléknév előtt áll: Ljudi su ga upotrebljavali u sasvim druge svrhe ’Az emberek egészen más célokra használták’.
A főnévi és a határozószói jelző a jelzett szó után helyezkednek el: Tišina nad Aljmašem ogromna je ’Aljmaš felett a csend hatalmas’, Vratio sam se na poziv odavde ’Itteni hívásra jöttem vissza’.

###### Szórend mondatrész kiemelésével
Akármelyik mondatrészt ki lehet emelni erősebb hangsúlyozásával és máshová helyezésével, mint az a hely, amelyet akkor foglal el, amikor nincs kiemelve:
- Amikor az állítmánynak van bővítménye, az alanyt úgy emelik ki, hogy az állítmány mögé helyezik, a bővítményt pedig az állítmány elé: Šunku donosi Slavko ’A sonkát Slavko hozza’;
- Amikor nincs bővítménye, az állítmányt úgy emelik ki, hogy az alany elé helyezik: Uređuju željezničari ’Rendeznek a vasutasok’;
- Amikor van bővítménye, az állítmányt úgy emelik ki, hogy a bővítmény mögé helyezik: Slavko Olgu prezire ’Slavko Olgát megveti’;
- Névszói állítmány névszói részének a kiemelése a kopula elé helyezésével történik: Dug je život! ’Hosszú az élet!’;
- Tárgyat úgy emelnek ki, hogy az állítmány elé teszik: Republikance vodi Stipa ’A republikánusokat vezeti Stipa’, Ova knjiga zlata vrijedi ’Aranyat ér ez a könyv’;
- Határozót a mondat elejére helyeznek kiemelés céljából: Sa svakim nešto dijeliš ’Mindenkivel megosztasz valamit’;
- Melléknévi jelző kiemelés céljából a jelzett szó mögé kerül: Ivina kuća ima pročelje visoko ’Ivo házának magas homlokzata van’.

###### A simulószók helye
Az enklitikumok rendszerint közvetlenül a mondatuk első hangsúlyos szava mögött állnak: Mi te ništa ne pitamo ’Semmit sem kérdezünk tőled’, Vratio sam se u sobu ’Visszatértem a szobába’, Jeste li dobro putovali? ’Jól utaztatok-e?’. Állhatnak még mondatok közötti kötőszó után vagy más mellékmondatokat bevezető szók után, akkor is, ha ezek nem hangsúlyosak, kivéve az i ’és’ és az a ’meg, pedig’ kötőszókat: Neki su kolege već dobili upalu ... pa su ih operirali ’Egyes kollégák már gyulladást kaptak, és megműtötték őket’, Kako ste saznali da ću biti u Zagrebu? ’Hogyan tudtátok meg, hogy Zágrábban leszek?’, Nikada nisam znao gdje sam ’Sose tudtam, hol vagyok’.
Ha több különféle enklitikus szó követi egymást, sorrendjük a következő:
- a li partikula + segédige + személyes névmás: Pitam se da li ćete mu vi moći pomoći ’Azon tűnődöm, hogy tudni fogtok-e ti segíteni neki’;
- személyes névmás + a je segédige: Vidio ga je samo jednom ’Csak egyszer látta (őt – hímnem)’;
- más enklitikus segédige-alak + személyes névmás: Znao sam da ćete je potražiti ’Tudtam, hogy keresni fogjátok (őt – nőnem)’.

Amikor két hangsúlytalan személyes névmást használnak egy mondatban, beleértve a visszahatót:
- részes esetű + tárgyesetű: Dajte mi ga! ’Adjátok ide (nekem)!’, On joj se nasmješao ’Ő (hímnem) rámosolygott (a nőre)’;
- részes esetű + birtokos esetű: Žao mi ga je ’Sajnálom (őt – hímnem)’;
- birtokos esetű + tárgyesetű: Djeca su ga se nagledala ’A gyerekek megunták nézni (őt – hímnem)’.

A proklitikumok helye a következő:
- az elöljárók a velük alkotott határozó vagy jelző előtt: Pismo je držao u ruci ’A levelet a kezében tartotta’;
- a kötőszók az előtt a szó előtt, amelyet az előző szóhoz kötnek, vagy annak a mondatnak az elején, amelyet más mondathoz kötnek: Plač i glad na sve strane ’Sírás és éhezés mindenütt’, Moram priznati da će i to biti lijepo ’Be kell ismernem, hogy ez is szép lesz’, Ako ga sretneš, pozdravi ga i od mene ’Ha találkozol vele, köszöntsd részemről is’;
- a ne partikula a tagadott szó előtt: Ne marim ja za to ’Nem törődöm én ezzel’. Összetett igealakú állímány esetében a segédige követi a ne-t, egyetlen szót alkotva egyes segédige-alakokkal (lásd fentebb A tagadó mondat), de elválasztva a feltételes mód segédigéjétől: Kad bi se ljepota sastojala samo u veličini, onda se vodopadi ne bi mogli mjeriti sa Nijagarom ’Ha a szépszég csak a nagyságból állna, akkor a vízesések nem mérkőzhetnének a Niagarával’.

##### Mellékmondatok
Az alábbiakban néhány olyan horvát mellékmondat szerkezeteit mutatjuk be, amelyek különböznek a magyar megfelelőiktől.
A célhatározói mellékmondatnak több szerkezete lehetséges:
- A legegyszerűbb a da kötőszós, melyben a mellékmondat állítmánya kijelentő mód jelen idejű: Izađe da se prošeta gradom[54] ’Kimegy a városba sétálni’.
- E mellékmondatnak a da kötőszóval feltételes módú is lehet az állítmánya: Možda sve ovo radim samo zato da bih pokazao svoju superiornost svijetu ’Lehet, hogy csak azért teszem mindezt, hogy megmutassam felsőbbrendűségemet a világnak’.
- A kako kötőszóval az állítmány csak feltételes módban állhat: Kako se dječak ne bi ugušio, oni na poklopcu ostave otvor velik kao šaka ’Azért, hogy a fiú ne fulladjon meg, a fedőn tenyérnyi nagy nyílást hagytak’.
- Van egy szerkezet a li szócskával is, ugyancsak feltételes módú állítmánnyal tagadó alakban, de nem tagadó jelentéssel: Ispuhujem dim cigarete u okno ne bih li ga barem malo zatamnio ’Az ablakra fújom ki a cigaretta füstjét, hogy legalább egy kicsit sötétítsem be’.

A következményes mellékmondat állítmánya lehet kijelentő módú, mint a magyarban (Škola je tako dosadna da svi jedva čekamo svježi zrak, slobodu ’Az iskola olyan unalmas, hogy mindannyian várjuk a friss levegőt, a szabadságot’), de lehet feltételes módú is: Nisam ratnik da bih vjerovao u pobjedu ’Nem vagyok harcos, hogy higgyek a győzelemben’.
A feltételes mellékmondat kötőszava lehet a magyar ’ha’-nak pontosan megfelelő ako, és állítmánya kijelentő mód jelen vagy jövő időben, valamint feltételes módban, de a kötőszó lehet kad(a) is, melynek fő jelentése ’amikor’: Kada bi zemlja bila ravna, vidio bih Afriku [...] ’Ha a Föld lapos lenne, látnám Afrikát [...]. A da kötőszó is lehetséges kijelentő módú állítmánnyal: Da ga čujem, mislim da bih umrla ’Ha hallanám (őt), azt hiszem, meghalnék’. Továbbá van a li partikulával szerkesztett feltételes mellékmondat is: Pišeš li, onda misli i na čitatelja ’Ha írsz, akkor gondolj az olvasóra is’.

##### Főnévi igenévvel kifejezett alárendelt cselekvés
A választékos nyelvi regiszterben az alárendelt cselekvést főnévi igenévvel szokás kifejezni, akárhányszor lehetséges, általában akkor, amikor alanya ugyanaz, mint az alárendelő igéjé, és amikor ez utóbbi a következőket fejezi ki:
- lelki állapotot: Pa kako se nije bojao doći ovako po danu ovamo? ’Hogy lehet az, hogy nem félt csak úgy idejönni nappal?’;
- akaratot: On hoće spavati ’Aludni akar’;
- az alárendelő ige alanyának a kötelezettségét: Danas moramo otići po onu cijev [...] ’Ma el kell mennünk az után a cső után […]’;
- bírást: Nije mogao izdržati ’Nem bírt kitartani’;
- cselekvés kezdését vagy abbahagyását: Zašto sam – onako mlad – prestao pisati? ’Miért hagytam abba ilyen fiatalon az írást?’;
- hozzáértést: Znale su mi mnoge noći oteti počinak ’Sok éjszaka tudta elrabolni tőlem a pihenést’;
- próbálkozást: Pokušao sam pokrenuti udove ’Próbáltam megmozdítani a tagjaimat’.

Ugyancsak a főnévi igenévvel fejezik ki a határozatlan alanyú alárendelt cselekvést, amikor az alárendelő ige személytelen, és kötelezettséget fejez ki. Ez a módja az általános, nem bizonyos személyre vonatkozó kötelezettség kifejezésének: Prije svanuća treba sakriti pušku ’Hajnal előtt el kell rejteni a puskát’, Valja spasavati obraz grada ’Illik megmenteni a város becsületét’.

## Szókészlet

### Örökölt szavak
A horvát nyelvben megtalálhatók mindenféle területhez tartozó ősszláv szavak: svjet ’világ’, drvo ’fa’, jelen ’szarvas’, čovjek ’ember’, glava ’fej’, mali ’kicsi’, mjesto ’hely’, britva ’borotva’, lov ’vadászat’, pepeo ’hamu’, orati ’szánt’, krava ’tehén’, tkati ’sző’, stol ’asztal’, prag ’küszöb’, trgovati ’kereskedik’, put ’út’, boj ’harc’, otac ’apa’, misao ’gondolat’, plesati ’táncol’, crkva ’templom’ stb.

### Nyelvjárásokból származó szavak
Mivel a horvát sztenderd nyelvváltozat alapja a sto nyelvjárás, a szavak többsége ebből származik, de magába foglal szavakat a többi nyelvjárásokból is, például a kukac ’bogár’ szót a kaj-horvátból, vagy a spužva ’spongya’ szót a csa-horvátból.

### Jövevényszavak
Mint a nyelvek általában, a horvát is gyarapította szókészletét jövevényszavakkal.
A horvát nyelv szókészletét elsősorban a szomszédos nyelvek befolyásolták, melyek közül az újlatin nyelvek nagyobb mértékben, mint más délszláv nyelvekét. Fennmaradtak a horvát nyelvben a ma már kihalt dalmát nyelvből származó szavak, például tunj ’tonhal’ és spužva ’spongya’. Olasz szavak is már a középkorban kerültek a horvát nyelvbe, főleg a tengerparti régiókban és a szigeteken. Ezek közül a sztenderd nyelvváltozatban ma is megvannak olyan szavak, mint barka ’csónak’, balkon ’erkély’, boća ’tekegolyó’. A későbbi korokban folytatódott ez a hatás olyan szavakkal, mint például banka ’bank’, valuta ’valuta’, novela ’novella’, kantautor ’énekes és zeneszerző’ stb. Még több olasz jövevényszó van a tengerparton és a szigeteken használt nyelvváltozatokban.
A német nyelv előbb az ország kontinentális részén beszélt horvát nyelvre hatott. A sztenderdben 2 000-re becsülik a német jövevényszavak számát. Példák: cigla ’tégla, ’tetőcserép’, krumpir ’burgonya’, logor ’tábor’, šminka ’smink’.
Ugyancsak Horvátország kontinentális részébe kerültek előbb magyar szavak, melyek közül a sztenderd nyelvbe például baršun ’bársony’, bunda, gumb ’gomb’, karika, kočija ’kocsi’.
Az Oszmán Birodalommal való szomszédság török szavak bekerülését is okozta a horvát nyelvbe: boja ’szín’, budala ’hülye’, bunar ’kút’, čarapa ’harisnya’, čelik ’acél’, džep ’zseb’, jastuk ’párna’, kutija ’doboz’, majmun ’majom’, pamuk ’pamut’, rakija ’pálinka’, šećer ’cukor’.
A 19. század vége felé szláv nyelvekből vettek át szavakat. Az oroszból például olyanokat, mint bodar ’erős’, dozvoliti ’megenged’, sujevjerje ’babona’, točan ’pontos’, vjerojatan ’valószínű’. Ugyancsak a 19. században a cseh nyelv szolgált szóforrásként, főleg a technikai és tudományos szaknyelvekben. Ezek közül fennmaradtak a mai nyelvben: dušik ’nitrogén’, vodik ’hidrogén’, vlak ’vonat’.
A görög eredetű szavak főleg nemzetköziek, és nem kerültek közvetlenül a horvátba, de ilyenek is vannak, például ikona ’szentkép’ és livada ’kaszáló, legelő’. Példák eredetileg görög nemzetközi szavakra: amfora, bakterija, dinastija, filozofija, program, telefon, televizija.
Ugyanez az esete a latin eredetű szavaknak is. A legrégebbiek az egyházi latinból származnak, és eredetileg görögök: anđeo ’angyal’, bazilika, euharistija, evanđelje ’evangélium’, katolik. A legújabbak nemzetközi szavak: doktor, formula, horor, humus, kontemplacija, memorija stb.
A francia nyelvből is származnak szavak, például bife ’büfé’, bistro, grupa ’csoport’, meni ’menü’.
A mai horvátban a legtöbb jövevényszó az angol nyelvből jön: film, gol, hardver, marketing, monitor, menadžer, tenk, sendvič, šou, vikend.
A jövevényszavak között meg lehet különbözteni kategóriákat aszerint, hogy mennyire illeszkedtek be a horvát nyelvbe. Eszerint vannak:
- olyan szavak, amelyeket már nem éreznek idegennek: anđeo, boja, šminka, vlak;
- a nyelvbe alaktanilag jól beilleszkedő szavak, de amelyeket mégis idegeneknek ismernek – főleg latin, görög vagy angol eredetű nemzetközi szavak: program, memorija, gol;
- a nyelvbe alaktanilag nem teljesen beilleszkedő szavak:
  - nem tipikus mássalhangzó-párra végződőek: bicikl, projekt;
  - olyan magánhangzóra végződő szavak, amelyekhez nem tipikusan adják hozzá az esetragokat: bife, bistro, meni, šou.

### Tükörszavak
A horvát tükörszavak főleg idegen összetett szavak szó szerinti fordításai, amelyek a horvát szóösszetétel szabályait követik. Ilyen például lentebb, a Szóösszetétel szakaszban említett pravopis ’helyesírás’, amely tulajdonképpen a német Rechtschreibung és a francia orthographe tükörfordítása. Egyéb példák: vodopad (← voda ’víz’ + a padati ’esik’ ige töve, a német Wasserfall mintájára) ’vízesés’; kolodvor (← kolo ’kerék’ + dvor ’udvar’, vö. német Bahnhoff) ’pályaudvar’; kamenotisak (← kamen ’kő’ + tisak ’nyomás, nyomdászat’, vö. német Steindruck) ’kőnyomat’; neboder (← nebo ’ég’ + derati ’karcol’, vö. angol skyscraper) ’felhőkarcoló’. Nem összetett, hanem képzett tükörszó a tvrtka (← tvrd ’kemény’ + a -ka képző, vö. olasz firma) ’cég’.
A tükörszó fogalom olykor csak egy, már a nyelvben meglévő szó új jelentésére (tükörjelentés) vonatkozik. Ilyen például a miš ’egér’ (← angol mouse), a számítástechnikában használt jelentésével.

### Szóalkotás
A horvát nyelvben a szóalkotás főképpen képzéssel, szóösszetétellel és ennek a képzéssel való kombinációjával történik.

#### Szóképzés
Akárcsak a magyar nyelvben, a horvátban is a szóképzés nagyon termékeny, és nemcsak utóképzőkkel, hanem előképzőkkel is történik.

##### Utóképzők
A leggyakoribb képzés utóképző hozzáadásával vagy kicserélésével történik. Ezzel a módszerrel alkotható:
- főnév:
  - igéből:
    - cselekvésnév: izdavati ’kiad, publikál’ → izdavanje ’kiadás’, početi ’kezd’ → početak ’kezdés, kezdet’, šetati se ’sétál’ → šetnja ’séta’, događati se ’történik’ → događaj ’történet, esemény, ženiti se ’nősül’ → ženidba ’nősülés’;
    - cselekvőnév: slušati ’hallgat’ → slušatelj ’hallgató’, predavati ’előad’ → predavač ’előadó’, vladati ’uralkodik’ → vladar ’uralkodó’;

  - melléknévből: naivan ’naiv’ → naivnost ’naivitás’, pun ’tele’ → punoća ’teltség’, tuđ ’idegen’ → tuđica ’idegen szó’, pijan ’részeg’ → pijanstvo ’részegség, alkoholizmus’;
  - más főnévből:
    - elvont főnév: susjed ’szomszéd’ → susjedstvo ’szomszédság’;
    - cselekvőnév: zlato ’arany’ → zlatar ’aranyműves’, folklor → folkloraš ’népművészeti együttes tagja’;
    - lakosnév: Kanada → Kanađanin ’kanadai’, Indija → Indijac ’indiai’;
    - nőnemű főnév: šef → šefica ’főnöknő’, bog → boginja ’istennő’, kandidat → kandidatkinja ’női jelölt’;
    - kicsinyített főnév: brod → brodić ’hajócska’, soba → sobica ’szobácska’;
    - nagyobbított főnév: brod → brodina ’nagy hajó’;
- melléknév:
  - főnévből: mir ’béke’ → miran ’békés’, društvo ’társadalom’ → društven ’társadalmi’, beton → betonski ’beton-, betonból való’, Amerika → američki ’amerikai’, miš → mišji ’egér-’, lipa ’hárs’ → lipov ’hárs-’;
  - igéből: plakati ’sír’ → plačljiv ’gyakran síró’, objasniti ’magyaráz’ → objašnjiv ’magyarázhato’, pisati ’ír’ → pisaći (stol) ’író(asztal)’;
  - határozószóból: tamo ’ott’ → tamošnji ’ottani’;
- ige:
  - főnévből: karta ’kártya’ → kartati se ’kártyázik’, boja ’festék’ → bojiti ’fest’, mač ’kard’ → mačevati se ’karddal vív’, torpedo ’torpedó’ → torpedirati ’torpedóz’;
  - melléknévből: gladan ’éhes’ → gladnjeti ’éhezik’, kiseo ’savanyú’ → kiseliti ’savanyít’;
  - más igéből: gurati ’tol’ → gurkati ’tologat’, pjevati ’énekel’ → pjevuckati ’énekelget, dúdol’.

Példa utóképzőkkel alkotott szócsaládra, melynek alapja a drvo ’fa’ szó, beleértve a már képzettekből tovább képzett szavakat is:
- drvce ’fácska’
- drven ’fa-, fából való’ → drvenjara ’faház’
- drvar ’favágó’ és/vagy ’fát eladó ember’:
  - → drvarica ’favágó vagy fát hordó nő
  - → drvarnica ’fáskamra’

##### Elvonás
Jellemző a horvát nyelvre főnevek alakítása igékből való elvonásal. Példa: napadnem ’támadok’ (főnévi igenév napasti) → napad ’támadás’.

##### Előképzők
Az előképzőkkel való szóalkotás kevésbé termékeny, mint az utóképzőkkel való, de mégis a szóalkotás fontos módszere.
Az igék esetében az előképző-hozzáadásnak háromféle jellege van:
- csak grammatikai, amikor az előképző csupán az igeszemléletet változtatja meg, lexikális jelentésbeli változtatás nélkül;
- részben grammatikai, részben lexikális, amikor az igeszemléletet is, a lexikális jelentést is megváltoztatja (lásd fentebb Igeszemlélet);
- csak lexikális.

Más szófajok esetében az előképzős szóalkotás csak lexikális, olyan értelemben is, hogy nem viszi át a szót más szófajba.
A legtöbb előképző elöljáróból származik, és vannak hangtani változataik attól függően, hogy milyen hangzóval kezdődik az alapszó. Előképzővel alkotható:
- főnév: učenik ’tanuló’ → suučenik ’osztálytárs’, predsjednik ’elnök’ → potpredsjednik ’alelnök’ (Az előképző pod-, de itt a [d]-t zöngétleníti a [p].);
- melléknév:
  - kicsinyítő előképzővel: gluh ’süket’ → nagluh ’kissé süket’, lud ’bolond’ → sulud ’kissé bolond’;
  - nagyobbító előképzővel: krasan ’szép’ → prekrasan ’nagyon szép’;
  - fosztó előképzővel: sretan ’boldog’ → nesretan ’boldogtalan’;
  - másféle: posljednji ’utolsó’ → pretposljednji ’utolsó előtti’ (pred- előképzó zöngétlenített [d]-vel);
- névmás: tko ’ki’ → netko ’valaki’, nitko ’senki’;
- ige: baciti ’dob’ → izbaciti ’kidob’, lijepiti ’ragaszt’ → odlijepiti ’leválaszt (vmit, ami le volt ragasztva)’, pljuvati → popljuvati ’ráköp’, dati ’ad’ → predati ’előad’, kazati ’mond’> pretkazati ’előrelát, megjósol’, letjeti ’repül’ → uletjeti ’berepül’;
- határozószó: lako ’könnyen’ → olako ’könnyelműen’, daleko ’messze’ → predaleko ’nagyon messze’, jučer ’tegnap’ → prekjučer ’tegnapelőtt’.

##### Elő- és utóképzővel való szóalkotás
Ezzel a módszerrel egy időben illesztenek elő- és utóképzőt az alapszóhoz. Példák:
- főnévből főnév: do- ’-ig’ + koljeno ’térd’ + -ica → dokoljenica ’térdharisnya’;
- főnévből melléknév: bez- ’nélkül’ + voda ’víz’ + -an → bezvodan ’víztelen’;
- főnévből ige: o- + bol ’fájdalom’ + -jeti → oboljeti ’megbetegszik’;
- melléknévből ige: o- + bez- + hrabar ’bátor’ + -iti → obeshrabriti (két előképzős szó) ’bátortalanít’;
- főnévből határozószó: po- + trbuh ’has’ + -ke → potrbuške ’hason(fekve/csúszva)’.

#### Szóösszetétel
A horvát nyelvben nagyon termékeny a szóösszetétel, akárcsak a magyarban. Lehetséges:
- két szó közvetlen egymáshoz illesztése: duhan + kesa → duhànkesa ’dohányzacskó’;
- egy magánhangzó (általában o) közvetítésével való összeillesztés: riba ’hal’ + o + lov ’vadászat’ → rȉbolōv ’halászat’.

Az összetett szó alkotóelemei lehetnek:
- főnév + főnév: duhankesa, ribolov;
- főnév + melléknév: krvožedan ’vérszomjas’;[68]
- főnév + ige: dangubiti (← dan ’nap’ + gubiti ’veszít’) ’lopja a napot’;
- számnév + főnév: dvostolica (← dva ’kettő’ + stolica ’szék’) ’kétszemélyes szék’, prvoborac (← prvi ’első’ + borac ’harcos’) ’forradalomban vagy háborúban elejétől fogva részt vevő harcos’;
- számnév + számnév: dvadeset (← dva ’kettő’ + deset ’tíz’) ’húsz’;
- ige + főnév: palikuća (← paliti ’gyújt’ + kuća ’ház’) ’gyújtogató’;[68]
- határozószó + melléknév: takozvani ’úgynevezett’;
- határozószó + ige: zloupotrjebiti (← zlo ’rosszul’ + upotrjebiti ’használ’) ’visszaél vmivel’;[68]
- elöljáró + főnév: nizbrdo (← niz ’lefelé’ + brdo ’hegy’) ’hegyről lefelé’;
- elöljáró + határozószó: udesno (← u ’-ba/-be’ + desno ’jobboldalt’) ’jobbra’;
- elöljáró + névmás: zatim ’azután’.

A fenti összetett szavakon kívül, amelyeken egyetlen hangsúly van, vannak kevésbé összeolvadt szavak is, amelyekben mindegyik alkotóelem megtartja a hangsúlyát. Ezeket kötőjellel írják: spȍmēn-plȍča ’emléktábla’, drùštveno-polìtičkī ’társadalmi-politikai’.

#### Szóösszetétellel egybekötött képzés
Ezzel a módszerrel szóösszetétel és utóképző-hozzáadás történik egyidőben. A szó alapja, a képzőn kívül, lehet:
- melléknévi jelzős főnévi csoport: srednji vijek ’középkor’ → srednjovjekovni ’középkori’;
- a fenti típusú helységnév → lakosnév: Stari Grad → Starograđanin;
- főnév + ige: očigledan (← oči ’szemek’ + gledati ’néz’ + -an) ’nyilvánvaló’;
- melléknév + főnév: oštrouman (← oštar ’éles’ + um ’ész’ + -an) ’éleseszű’;
- névmás + főnév: ovozemaljski (← ova ’ez’ + zemlja ’föld’ + -ski) ’evilági’;[68]
- számnév + főnév: jednosmjeran (← jedan ’egy’ + smjer ’irány’ + -an) ’egyirányú’;
- határozószó + főnév: malokrvan (← malo ’kevés’ + krv ’vér’ + -an) ’vérszegény’;[68]
- határozószó + ige: lakomislen (← lako ’könnyen’ + misliti ’gondol’ + -en) ’könnyelmű, meggondolatlan’.[68]

Ebbe a szóalkotási módszerbe tartoznak összetett szó + nulla utóképző típusúak is, azaz a második tagot olyan szótő teszi ki, amely egyedül nem használható. Példák:
- főnév + igető: voda ’víz’ + voditi ’vezet’ → vodovod ’vízvezeték’;
- melléknév + főnévtő: lijevi ’bal’ + ruka ’kéz’ → ljevoruk ’balkezes’;
- határozószó + igető: pravo ’egyenesen’ + pisati ’ír’ → pravopis ’helyesírás’.

### A szókészlet-gyarapítási módszerekhez való hozzáállás
A horvát sztenderd nyelvváltozat kialakításának során voltak olyan időszakok, amikor könnyebben fogadtak be jövevényszavakat, és olyanok, amikor nehezebben, de általában a nyelv sztenderdizálása során a jövevényszavak elleni fellépés volt a domináns. Ez a 17. századtól a 21.-ig észlelhető. Ez okozta azt, hogy a magyar nyelvújításhoz hasonló módszerekkel horvát elemekből értelmiségiek tudatosan alkottak szavakat, amelyek bekerültek a sztenderdbe, beleértve tükörszavakat is, mint a fent említett vodovod és pravopis szavak, vagy a Tükörszavak szakaszban idézettek. Ilyenek még a glazba ’zene’, tvornica ’gyár’, učionica ’osztályterem’, časnik ’tiszt’, povijest ’történelem’, knjižnica ’könyvtár’, proračun ’költségvetés’.
A horvát nyelv sztenderdje és a szerbé közeledtek egymáshoz az első világháború előtt és után, majd a második világháború után. Ezekben az időszakokban a szerb nyelv hatására, amely könnyebben fogadta be a jövevényszavakat, ezekből több volt a horvátban is. A Független Horvát Állam (1941–1945) radikális „nyelvtisztító” politikát folytatott, és az ilyen szavakat horvát szavakkal helyettesítették, de a kommunista Jugoszláviában visszafogadták őket a horvátba. Példák ilyen szavakra:
funkcionar ~ dužnosnik ’tisztviselő’;
inventar ~ imovnik ’leltár’;
propaganda ~ promidžba ’propaganda’;
registar ~ upisnik ’jegyzék, iktatókönyv’;
revers ~ primka ’nyugta’;
telegraf ~ brzojav ’távíró’;
telegram ~ brzojavka ’távirat’.
A Horvát Köztársaság kikiáltása után (1991) a nyelvtisztításra való törekvés újra feléledt. A tendencia az, hogy helyettesítsék általában a szerb nyelvben használt szavakat, és különösen azokat, amelyek a volt Jugoszláviára emlékeztetnek, ezek között sok közös jövevényszót. Helyettük régebbi, a passzív szókészletben megmaradt horvát szavakat aktivizálnak. Például a fentiek közül újra használják a dužnosnik és a promidžba szavakat. További példák:
armija ~ vojska ’hadsereg’;
oficir ~ časnik ’tiszt’;
kasarna ~ vojarna ’laktanya’;
ambasador ~ veleposlanik ’nagykövet’;
fronta ~ bojište, bojišnica ’front’;
sekretar(ica) ~ tajnik (tajnica) ’titkár(nő)’.
Ilyen jövevényszavak nem tűnnek mégis el egészen, de olykor a szópárok tagjai között gyengül a szinonímia azzal, hogy egymástól különböző területeken használják őket. Például az armija szót inkább idegen hadseregekre használják, a vojska szót pedig inkább a hazaira. Az ambasador többnyire idegen nagykövetre vagy képletesen használatos, a veleposlanik pedig Horvátország követeire. Sekretarica viszonylag gyakran a telefonska sekretarica ’üzenetrögzítő’ szókapcsolatban jelenik meg, miközben a tajnica szót inkább személyre használják.
Általában a horvát sztenderd kerüli a jövevényszavakat, de a laikus beszélők nem tartják be automatikusan a normát. Például az angol jövevényszavak gyakoriak a fesztelen nyelvi regiszterben, de sokkal ritkábbak a választékosban. Helyettük horvát alkotott szavakat ajánlanak. Példák:
boks ~ šakanje (← šaka ’ököl’) ’ökölvívás’;
kompjutor, kompjuter ~ računalo (← računati ’számít’);
link ~ poveznica (← povezati ’összeköt’) ’hiperhivatkozás’;
hardver ~ sklopovlje (← sklop ’összeillesztés’);
tenk ~ oklopnik (← oklop ’páncél’).
Említésre méltó jelenség még a jövevényszó – horvát szó szinonimapárok együtt való használata szaknyelvi szövegekben, például nyelvészeti munkákban. Ilyen Barić 1997, amelyben majdnem minden nyelvészeti szakszót így használnak. Példák: akcent – naglasak ’hangsúly’, aspekt – vid ’igeszemlélet’, indikativ – izjavni način ’kijelentő mód’, ortografija – pravopis ’helyesírás’, prefiks – predmetak ’előképző’, prezent – sadašnje vrijeme ’jelen idő’.

### Az ún. „szerbizmusok”-hoz való hozzáállás
Azokban az időszakokban, amikor a horvát nyelv távolodik a szerbtől, mint az 1991-es év utáni is, a nyelvtisztítás a szerb sztenderd szavakkal szemben is megnyilvánul, akár szláv eredetűek, akár jövevényszavak, amelyeket horvátok is használnak, de a horvát sztenderd nem fogadja el őket. Ilyenek például a bioskop – hr. kino ’mozi’, gas – hr. plin ’gáz’, izviniti se – hr. ispričati se ’elnézést kér’, lenjir – hr. ravnalo ’vonalzó’, nauka – hr. znanost ’tudomány’, učestvovati – hr. sudjelovati ’együttműködik’, vaspitati – hr. odgojiti ’nevel’. A horvát nyelvészek között nincs teljes egyetértés abban, hogy mely szavak szerbizmusok. Például a gvožđe ’vas’ szó szerbizmus Vladimir Anić és Jovan Ćirilov szerint, de nem az Vladimir Brodnjak szemében; vagy a ručak ’ebéd’ szó szerbizmus Ćirilov szerint, de nem az Brodnjak szerint.

## Példaszöveg
Az Emberi Jogok Egyetemes Nyilatkozatából:
„Sva ljudska bića rađaju se slobodna i jednaka u dostojanstvu i pravima. Ona su obdarena razumom i sviješću i trebaju jedna prema drugima postupati u duhu bratstva.”
„Minden emberi lény szabadon születik és egyenlő méltósága és joga van. Az emberek, ésszel és lelkiismerettel bírván, egymással szemben testvéri szellemben kell hogy viseltessenek.”

### Közvetlen források
- (horvátul) Barić, Eugenija et al. Hrvatska gramatika] (Horvát grammatika). 2. kiadás. Zágráb: Školska knjiga. 1997. ISBN 953-0-40010-1
- (angolul) Browne, Wayles – Alt, Theresa. A Handbook of Bosnian, Serbian, and Croatian (Bosnyák, szerb és horvát tankönyv). SEELRC. 2004. (Hozzáférés: 2018. június 2.)
- (angolul) Corbett, Greville – Browne, Wayles. Serbo-Croat. Bosnian, Croatian, Montenegrin, Serbian (Szerbhorvát nyelv. Bosnyák nyelv, horvát nyelv, montenegrói nyelv, szerb nyelv). Comrie, Bernard (szerk.): The World's Major Languages (A világ főbb nyelvei). 2. kiadás. Routledge. 2009. ISBN 0-203-30152-8. 330–346. o. (Hozzáférés: 2018. június 2.)
- (angolul) Grčević, Mario. Some remarks on recent lexical changes in the Croatian language (Megjegyzések a horvát nyelvben történt újabb lexikális változásokról). Lucic, Radovan (szerk.): Lexical Norm and National Language. Lexicography and Language Policy in South-Slavic Languages after 1989. 150–163. o. [Die Welt der Slaven. Bd. 14, Hrsg. von Peter Rehder und Igor Smirnov] München: Verlag Otto Sagner. 2002. (Hozzáférés: 2018. június 2.)
- (horvátul) Hitrec, Hrvoje. Stare balkanske zatucanosti (Régi balkáni makacskodások). Portal Hrvatskoga Kulturnog Vjeća. 2011. október 27 (Hozzáférés: 2018. június 2.)
- (horvátul) Hrvatski jezični portal (HJP) (Horvát nyelvi portál). (Hozzáférés: 2018. június 2.)
- (franciául) Leclerc, Jacques. L’aménagement linguistique dans le monde (A világ nyelvi berendezése). Croatie. (2) La politique linguistique de croatisation (Horvátország 2. Horvátosítási nyelvi politika) Legutóbbi frissítés 2013. július 29. (Hozzáférés: 2018. június 2.)
- (franciául) Le Goff, Jacques. Előszó. Supičić, Ivan (szerk.). Trésors de la Croatie ancienne, des origines à la fin du XIIe siècle (Horvátország régi kincsei, a kezdetektől a 12. századig). Académie croate des Sciences et des Arts, Somogy Éditions d’Art, Éditions Antun Gustav Matos. 1999. ISBN 2-85056-287-4. (Hozzáférés: 2018. június 2.)
- Lőkös István. Litteratura kajkaviana. A kaj horvát irodalomtörténet magyar szemmel. Budapest: Kairosz. 2014. ISBN 978-963-662-729-4. (Hozzáférés: 2018. június 2.)
- (horvátul) Midžić, Maja. Srbizmi (Szerbizmusok). 2008 (Hozzáférés: 2022. január 6.)
- (horvátul) Milković, Alen. Normiranje neologizama u hrvatskome jeziku (A neologizmusok sztenderdizálása a horvát nyelvben). Doktori disszertáció. Zágrábi Egyetem. Bölcsészkar. 2010. (Hozzáférés: 2023. augusztus 3.)
- (horvátul) Opačić, Nives. Riječce za čas kratiti Archiválva 2009. szeptember 18-i dátummal a Wayback Machine-ben. Vjenac. 358. sz. 2007. december 22. (Hozzáférés: 2018. június 2.)
- Ostrogorsky, Georg. A bizánci állam története. Budapest: Osiris. 2003 ISBN 963-389-383-6
- (horvátul) Rujnić-Sokele, Maja. Pravopisni, jezični i terminološki savjeti za izradu studentskih radova (Helyesírási, nyelvi és terminológiai tanácsok dolgozatok szerkesztésére). Zágrábi Egyetem. Gépészmérnöki és Hajóépítészeti Kar. 2013 (Hozzáférés: 2018. június 2.)
- (horvátul) Samardžija, Marko. Leksik (Szókészlet). Lončarić, Mijo (szerk.): Hrvatski jezik (Horvát nyelv). Opole (Lengyelország): az Opolei Egyetem Lengyel Filológiai Intézete. 1998. 133–152. o. (Hozzáférés: 2018. június 2.)
- (németül) Schneeweis, Edmund. Die deutschen Lehnwörter im Serbokroatischen in kulturgeschichtlicher Sicht (Német jövevényszavak a szerbhorvát nyelvben, kultúrtörténeti nézetben). Berlin: De Gruyter. 1960
- (horvátul) Silić, Josip – Pranjković, Ivo: Gramatika hrvatskoga jezika za gimnazije i visoka učilišta (A horvát nyelv grammatikája gimnáziumok és főiskolák részére). Zágráb: Školska knjiga. 2005.
- (horvátul), (angolul) Tadić, Marko – Brozović-Rončević, Dunja – Kapetanović, Amir: Hrvatski jezik u digitalnom dobu (A horvát nyelv a digitális korban). Springer. 2011. (Hozzáférés: 2018. június 2.)
- (magyarul) Vig István. A horvát nyelv. Lukács István (szerk.): A szláv civilizáció. Budapest: Bölcsész Konzorcium. 2006. ISBN 963 9704 59 8. (Hozzáférés: 2018. június 2.)

### Közvetett források
- (horvátul) Anić, Vladimir. Veliki rječnik hrvatskoga jezika (A horvát nyelv nagy szótára). Zágráb: Novi Liber. 2006
- (horvátul) Brodnjak, Vladimir. Rječnik razlika između hrvatskoga i srpskoga jezika (A horvát és a szerb nyelvek közötti különbségek szótára). Zágráb: Školske novine. 1992
- (horvátul) Ćirilov, Jovan. Hrvatsko – srpski rječnik inačica (Horvát–szerb variánsok szótára). Zágráb: Hrvatska sveučilišna naklada d.o.o./NIRO “Školske novine”. 1992
- (horvátul) Franičić, Anđela – Hudeček, Lana – Mihaljević, Milica. Normativnost i višefunkcionalnost u hrvatskome standardnom jeziku (Normativitás és multifunkcionalitás a horvát sztenderd nyelvben). Zágráb: Hrvatska sveučilišna naklada. 2005
- (horvátul) Tomo Maretić. Hrvatski ili srpski jezični savjetnik (Horvát vagy szerb nyelvi tanácsadó). Zágráb: JAZU, 1924

### Online szótárak
horvát < > magyar:
- dict.com (magyar–horvát) (Hozzáférés: 2018. június 2.)
- dict.com (horvát–magyar) (Hozzáférés: 2018. június 2.)
- dict.susjed.com Archiválva 2007. június 26-i dátummal a Wayback Machine-ben (Hozzáférés: 2018. június 2.)
- DictZone (Hozzáférés: 2018. június 2.)
- Rječnik.ba (Hozzáférés: 2018. június 2.)

horvát < > angol:
- design-ers (Hozzáférés: 2018. június 2.)
- Korlex (Hozzáférés: 2018. június 2.)
- Sealcom (Hozzáférés: 2018. június 2.)

horvát < > német:
- croDict
- design-ers

### Online nyelvtanulási lehetőségek
- Horvát szószedet (Hozzáférés: 2018. június 2.)
- (franciául) Langage CroateV2.2 / Hrvatski jezik V2.2 (Horvát nyelv) – francia–horvát társalgás hangfelvételekkel. (Hozzáférés: 2018. június 2.)
- (angolul) Learn Croatian (Tanulj horvátul!) – nyelvtanfolyam gyakorlatokkal. (Hozzáférés: 2018. június 2.)

## Egyéb további információk
- (angolul) Croatian Cyrillic Script (Horvát cirill írás). (Hozzáférés: 2018. június 2.)
- (angolul) Croatian Glagolitic Script (Horvát glagolita írás). (Hozzáférés: 2018. június 2.)
- (angolul) Croatian Old Dictionary Portal (Régi horvát szótárak portálja). (Hozzáférés: 2018. június 2.)
- (horvátul) Horvát Nyelv és Nyelvészet Intézete. Croatian Language Repository. Croatian Language Corpus (Horvát nyelvi korpusz). (Hozzáférés: 2018. június 2.)
- (horvátul) Horvát Nyelv és Nyelvészet Intézete. Hrvatski pravopis (Horvát helyesírás). (Hozzáférés: 2018. június 2.)
- (horvátul) Horvát Nyelv és Nyelvészet Intézete. Iz povijesti hrvatskoga jezika (A horvát nyelv történetéből). (Hozzáférés: 2018. június 2.)
- (horvátul) Horvát Nyelv és Nyelvészet Intézete. Struna. Hrvatsko strukovno nazivlje (Struna. Horvát terminológia). (Hozzáférés: 2018. június 2.)
- (angolul) Lorkovic, Tatjana. Croatia: Themes, Authors, Books. Dictionary and Language (Horvátország: témák, szerzők, könyvek. Szótár és nyelv). Yale University Library. 2009. (Hozzáférés: 2018. június 2.)
- (angolul) The Baska Tablet (A baškai kőlap). (Hozzáférés: 2018. június 2.)